# Danh sách hành tinh vi hình: 4001–5000
| Tên                    | Tên đầu tiên | Ngày phát hiện       | Nơi phát hiện            | Người phát hiện                                        |
| 4001–4100              | 4001–4100    | 4001–4100            | 4001–4100                | 4001–4100                                              |
| ---------------------- | ------------ | -------------------- | ------------------------ | ------------------------------------------------------ |
| 4001 Ptolemaeus        | 1949 PV      | 2 tháng 8 năm 1949   | Heidelberg               | K. Reinmuth                                            |
| 4002 Shinagawa         | 1950 JB      | 14 tháng 5 năm 1950  | Heidelberg               | K. Reinmuth                                            |
| 4003 Schumann          | 1964 ED      | 8 tháng 3 năm 1964   | Tautenburg Observatory   | F. Börngen                                             |
| 4004 Listʹev           | 1971 SN1     | 16 tháng 9 năm 1971  | Nauchnij                 | Đài thiên văn vật lý thiên văn Krym                    |
| 4005 Dyagilev          | 1972 TC2     | 8 tháng 10 năm 1972  | Nauchnij                 | L. V. Zhuravleva                                       |
| 4006 Sandler           | 1972 YR      | 29 tháng 12 năm 1972 | Nauchnij                 | T. M. Smirnova                                         |
| 4007 Euryalos          | 1973 SR      | 19 tháng 9 năm 1973  | Palomar                  | C. J. van Houten, I. van Houten-Groeneveld, T. Gehrels |
| 4008 Corbin            | 1977 BY      | 22 tháng 1 năm 1977  | El Leoncito              | Felix Aguilar Observatory                              |
| 4009 Drobyshevskij     | 1977 EN1     | 13 tháng 3 năm 1977  | Nauchnij                 | N. S. Chernykh                                         |
| 4010 Nikolʹskij        | 1977 QJ2     | 21 tháng 8 năm 1977  | Nauchnij                 | N. S. Chernykh                                         |
| 4011 Bakharev          | 1978 SC6     | 28 tháng 9 năm 1978  | Nauchnij                 | N. S. Chernykh                                         |
| 4012 Geballe           | 1978 VK9     | 7 tháng 11 năm 1978  | Palomar                  | E. F. Helin, S. J. Bus                                 |
| 4013 Ogiria            | 1979 OM15    | 21 tháng 7 năm 1979  | Nauchnij                 | N. S. Chernykh                                         |
| 4014 Heizman           | 1979 SG10    | 28 tháng 9 năm 1979  | Nauchnij                 | N. S. Chernykh                                         |
| 4015 Wilson-Harrington | 1979 VA      | 15 tháng 11 năm 1979 | Palomar                  | E. F. Helin                                            |
| 4016 Sambre            | 1979 XK      | 15 tháng 12 năm 1979 | La Silla                 | H. Debehogne, E. R. Netto                              |
| 4017 Disneya           | 1980 DL5     | 21 tháng 2 năm 1980  | Nauchnij                 | L. G. Karachkina                                       |
| 4018 Bratislava        | 1980 YM      | 30 tháng 12 năm 1980 | Kleť                     | A. Mrkos                                               |
| 4019 Klavetter         | 1981 EK14    | 1 tháng 3 năm 1981   | Siding Spring            | S. J. Bus                                              |
| 4020 Dominique         | 1981 ET38    | 1 tháng 3 năm 1981   | Siding Spring            | S. J. Bus                                              |
| 4021 Dancey            | 1981 QD2     | 30 tháng 8 năm 1981  | Anderson Mesa            | E. Bowell                                              |
| 4022 Nonna             | 1981 TL4     | 8 tháng 10 năm 1981  | Nauchnij                 | L. I. Chernykh                                         |
| 4023 Jarník            | 1981 UN      | 25 tháng 10 năm 1981 | Kleť                     | L. Brožek                                              |
| 4024 Ronan             | 1981 WQ      | 24 tháng 11 năm 1981 | Anderson Mesa            | E. Bowell                                              |
| 4025 Ridley            | 1981 WU      | 24 tháng 11 năm 1981 | Anderson Mesa            | E. Bowell                                              |
| 4026 Beet              | 1982 BU1     | 30 tháng 1 năm 1982  | Anderson Mesa            | E. Bowell                                              |
| 4027 Mitton            | 1982 DN      | 21 tháng 2 năm 1982  | Anderson Mesa            | E. Bowell                                              |
| 4028 Pancratz          | 1982 DV2     | 18 tháng 2 năm 1982  | Socorro                  | L. G. Taff                                             |
| 4029 Bridges           | 1982 KC1     | 24 tháng 5 năm 1982  | Palomar                  | C. S. Shoemaker                                        |
| 4030 Archenhold        | 1984 EO1     | 2 tháng 3 năm 1984   | La Silla                 | H. Debehogne                                           |
| 4031 Mueller           | 1985 CL      | 12 tháng 2 năm 1985  | Palomar                  | C. S. Shoemaker                                        |
| 4032 Chaplygin         | 1985 UT4     | 22 tháng 10 năm 1985 | Nauchnij                 | L. V. Zhuravleva                                       |
| 4033 Yatsugatake       | 1986 FA      | 16 tháng 3 năm 1986  | Kobuchizawa              | M. Inoue, O. Muramatsu                                 |
| 4034                   | 1986 PA      | 2 tháng 8 năm 1986   | Palomar                  | E. F. Helin                                            |
| 4035                   | 1986 WD      | 22 tháng 11 năm 1986 | Toyota                   | K. Suzuki, T. Urata                                    |
| 4036 Whitehouse        | 1987 DW5     | 21 tháng 2 năm 1987  | La Silla                 | H. Debehogne                                           |
| 4037 Ikeya             | 1987 EC      | 2 tháng 3 năm 1987   | Toyota                   | K. Suzuki, T. Urata                                    |
| 4038 Kristina          | 1987 QH2     | 21 tháng 8 năm 1987  | La Silla                 | E. W. Elst                                             |
| 4039 Souseki           | 1987 SH      | 17 tháng 9 năm 1987  | Geisei                   | T. Seki                                                |
| 4040 Purcell           | 1987 SN1     | 21 tháng 9 năm 1987  | Anderson Mesa            | E. Bowell                                              |
| 4041 Miyamotoyohko     | 1988 DN1     | 19 tháng 2 năm 1988  | Chiyoda                  | T. Kojima                                              |
| 4042 Okhotsk           | 1989 AT1     | 15 tháng 1 năm 1989  | Kitami                   | K. Endate, K. Watanabe                                 |
| 4043 Perolof           | 1175 T-3     | 17 tháng 10 năm 1977 | Palomar                  | C. J. van Houten, I. van Houten-Groeneveld, T. Gehrels |
| 4044 Erikhøg           | 5142 T-3     | 16 tháng 10 năm 1977 | Palomar                  | C. J. van Houten, I. van Houten-Groeneveld, T. Gehrels |
| 4045 Lowengrub         | 1953 RG      | 9 tháng 9 năm 1953   | Brooklyn                 | Đại học Indiana                                        |
| 4046 Swain             | 1953 TV      | 7 tháng 10 năm 1953  | Brooklyn                 | Đại học Indiana                                        |
| 4047 Chang'E           | 1964 TT2     | 8 tháng 10 năm 1964  | Nanking                  | Purple Mountain Observatory                            |
| 4048 Samwestfall       | 1964 UC      | 30 tháng 10 năm 1964 | Brooklyn                 | Đại học Indiana                                        |
| 4049 Noragalʹ          | 1973 QD2     | 31 tháng 8 năm 1973  | Nauchnij                 | T. M. Smirnova                                         |
| 4050 Mebailey          | 1976 SF      | 20 tháng 9 năm 1976  | Kvistaberg               | C.-I. Lagerkvist, H. Rickman                           |
| 4051 Hatanaka          | 1978 VP      | 1 tháng 11 năm 1978  | Caussols                 | K. Tomita                                              |
| 4052 Crovisier         | 1981 DP2     | 28 tháng 2 năm 1981  | Siding Spring            | S. J. Bus                                              |
| 4053 Cherkasov         | 1981 TQ1     | 2 tháng 10 năm 1981  | Nauchnij                 | L. V. Zhuravleva                                       |
| 4054 Turnov            | 1983 TL      | 5 tháng 10 năm 1983  | Kleť                     | A. Mrkos                                               |
| 4055 Magellan          | 1985 DO2     | 24 tháng 2 năm 1985  | Palomar                  | E. F. Helin                                            |
| 4056 Timwarner         | 1985 FZ1     | 22 tháng 3 năm 1985  | Anderson Mesa            | E. Bowell                                              |
| 4057 Demophon          | 1985 TQ      | 15 tháng 10 năm 1985 | Anderson Mesa            | E. Bowell                                              |
| 4058 Cecilgreen        | 1986 JV      | 4 tháng 5 năm 1986   | Anderson Mesa            | E. Bowell                                              |
| 4059 Balder            | 1987 SB5     | 29 tháng 9 năm 1987  | Đài thiên văn Brorfelde  | P. Jensen                                              |
| 4060 Deipylos          | 1987 YT1     | 17 tháng 12 năm 1987 | La Silla                 | E. W. Elst, G. Pizarro                                 |
| 4061 Martelli          | 1988 FF3     | 19 tháng 3 năm 1988  | La Silla                 | W. Ferreri                                             |
| 4062 Schiaparelli      | 1989 BF      | 28 tháng 1 năm 1989  | Bologna                  | Osservatorio San Vittore                               |
| 4063 Euforbo           | 1989 CG2     | 1 tháng 2 năm 1989   | Bologna                  | Osservatorio San Vittore                               |
| 4064 Marjorie          | 2126 P-L     | 24 tháng 9 năm 1960  | Palomar                  | C. J. van Houten, I. van Houten-Groeneveld, T. Gehrels |
| 4065 Meinel            | 2820 P-L     | 24 tháng 9 năm 1960  | Palomar                  | C. J. van Houten, I. van Houten-Groeneveld, T. Gehrels |
| 4066 Haapavesi         | 1940 RG      | 7 tháng 9 năm 1940   | Turku                    | H. Alikoski                                            |
| 4067 Mikhelʹson        | 1966 TP      | 11 tháng 10 năm 1966 | Nauchnij                 | N. S. Chernykh                                         |
| 4068 Menestheus        | 1973 SW      | 19 tháng 9 năm 1973  | Palomar                  | C. J. van Houten, I. van Houten-Groeneveld, T. Gehrels |
| 4069 Blakee            | 1978 VL7     | 7 tháng 11 năm 1978  | Palomar                  | E. F. Helin, S. J. Bus                                 |
| 4070 Rozov             | 1980 RS2     | 8 tháng 9 năm 1980   | Nauchnij                 | L. V. Zhuravleva                                       |
| 4071 Rostovdon         | 1981 RD2     | 7 tháng 9 năm 1981   | Nauchnij                 | L. G. Karachkina                                       |
| 4072 Yayoi             | 1981 UJ4     | 30 tháng 10 năm 1981 | Kiso                     | H. Kosai, K. Hurukawa                                  |
| 4073 Ruianzhongxue     | 1981 UE10    | 23 tháng 10 năm 1981 | Nanking                  | Purple Mountain Observatory                            |
| 4074 Sharkov           | 1981 UN11    | 22 tháng 10 năm 1981 | Nauchnij                 | N. S. Chernykh                                         |
| 4075 Sviridov          | 1982 TL1     | 14 tháng 10 năm 1982 | Nauchnij                 | L. G. Karachkina                                       |
| 4076 Dörffel           | 1982 UF4     | 19 tháng 10 năm 1982 | Tautenburg Observatory   | F. Börngen                                             |
| 4077 Asuka             | 1982 XV1     | 13 tháng 12 năm 1982 | Kiso                     | H. Kosai, K. Hurukawa                                  |
| 4078 Polakis           | 1983 AC      | 9 tháng 1 năm 1983   | Anderson Mesa            | B. A. Skiff                                            |
| 4079 Britten           | 1983 CS      | 15 tháng 2 năm 1983  | Anderson Mesa            | E. Bowell                                              |
| 4080 Galinskij         | 1983 PW      | 4 tháng 8 năm 1983   | Nauchnij                 | L. G. Karachkina                                       |
| 4081 Tippett           | 1983 RC2     | 14 tháng 9 năm 1983  | Anderson Mesa            | E. Bowell                                              |
| 4082 Swann             | 1984 SW3     | 27 tháng 9 năm 1984  | Palomar                  | C. S. Shoemaker                                        |
| 4083 Jody              | 1985 CV      | 12 tháng 2 năm 1985  | Palomar                  | C. S. Shoemaker                                        |
| 4084 Hollis            | 1985 GM      | 14 tháng 4 năm 1985  | Anderson Mesa            | E. Bowell                                              |
| 4085 Weir              | 1985 JR      | 13 tháng 5 năm 1985  | Palomar                  | C. S. Shoemaker                                        |
| 4086 Podalirius        | 1985 VK2     | 9 tháng 11 năm 1985  | Nauchnij                 | L. V. Zhuravleva                                       |
| 4087 Pärt              | 1986 EM1     | 5 tháng 3 năm 1986   | Anderson Mesa            | E. Bowell                                              |
| 4088 Baggesen          | 1986 GG      | 3 tháng 4 năm 1986   | Đài thiên văn Brorfelde  | P. Jensen                                              |
| 4089 Galbraith         | 1986 JG      | 2 tháng 5 năm 1986   | Palomar                  | INAS                                                   |
| 4090 Říšehvězd         | 1986 RH1     | 2 tháng 9 năm 1986   | Kleť                     | A. Mrkos                                               |
| 4091 Lowe              | 1986 TL2     | 7 tháng 10 năm 1986  | Anderson Mesa            | E. Bowell                                              |
| 4092 Tyr               | 1986 TJ4     | 8 tháng 10 năm 1986  | Đài thiên văn Brorfelde  | P. Jensen                                              |
| 4093 Bennett           | 1986 VD      | 4 tháng 11 năm 1986  | Siding Spring            | R. H. McNaught                                         |
| 4094 Aoshima           | 1987 QC      | 26 tháng 8 năm 1987  | Shizuoka                 | M. Kizawa, W. Kakei                                    |
| 4095 Ishizuchisan      | 1987 SG      | 16 tháng 9 năm 1987  | Geisei                   | T. Seki                                                |
| 4096 Kushiro           | 1987 VC      | 15 tháng 11 năm 1987 | Kushiro                  | S. Ueda, H. Kaneda                                     |
| 4097 Tsurugisan        | 1987 WW      | 18 tháng 11 năm 1987 | Geisei                   | T. Seki                                                |
| 4098 Thraen            | 1987 WQ1     | 16 tháng 11 năm 1987 | Tautenburg Observatory   | F. Börngen                                             |
| 4099 Wiggins           | 1988 AB5     | 13 tháng 1 năm 1988  | La Silla                 | H. Debehogne                                           |
| 4100 Sumiko            | 1988 BF      | 16 tháng 1 năm 1988  | Okutama                  | T. Hioki, N. Kawasato                                  |
| 4101–4200              |              |                      |                          |                                                        |
| 4101 Ruikou            | 1988 CE      | 8 tháng 2 năm 1988   | Geisei                   | T. Seki                                                |
| 4102 Gergana           | 1988 TE3     | 15 tháng 10 năm 1988 | Smolyan                  | V. G. Ivanova                                          |
| 4103 Chahine           | 1989 EB      | 4 tháng 3 năm 1989   | Palomar                  | E. F. Helin                                            |
| 4104 Alu               | 1989 ED      | 5 tháng 3 năm 1989   | Palomar                  | E. F. Helin                                            |
| 4105 Tsia              | 1989 EK      | 5 tháng 3 năm 1989   | Palomar                  | E. F. Helin                                            |
| 4106 Nada              | 1989 EW      | 6 tháng 3 năm 1989   | Minami-Oda               | T. Nomura, K. Kawanishi                                |
| 4107 Rufino            | 1989 GT      | 7 tháng 4 năm 1989   | Palomar                  | E. F. Helin                                            |
| 4108 Rakos             | 3439 T-3     | 16 tháng 10 năm 1977 | Palomar                  | C. J. van Houten, I. van Houten-Groeneveld, T. Gehrels |
| 4109 Anokhin           | 1969 OW      | 17 tháng 7 năm 1969  | Nauchnij                 | B. A. Burnasheva                                       |
| 4110 Keats             | 1977 CZ      | 13 tháng 2 năm 1977  | Palomar                  | E. Bowell                                              |
| 4111 Lamy              | 1981 EN12    | 1 tháng 3 năm 1981   | Siding Spring            | S. J. Bus                                              |
| 4112 Hrabal            | 1981 ST      | 25 tháng 9 năm 1981  | Kleť                     | M. Mahrová                                             |
| 4113 Rascana           | 1982 BQ      | 18 tháng 1 năm 1982  | Anderson Mesa            | E. Bowell                                              |
| 4114 Jasnorzewska      | 1982 QB1     | 19 tháng 8 năm 1982  | Kleť                     | Z. Vávrová                                             |
| 4115 Peternorton       | 1982 QS3     | 29 tháng 8 năm 1982  | Nauchnij                 | N. S. Chernykh                                         |
| 4116 Elachi            | 1982 SU      | 20 tháng 9 năm 1982  | Palomar                  | E. F. Helin                                            |
| 4117 Wilke             | 1982 SU3     | 24 tháng 9 năm 1982  | Tautenburg Observatory   | F. Börngen                                             |
| 4118 Sveta             | 1982 TH3     | 15 tháng 10 năm 1982 | Nauchnij                 | L. V. Zhuravleva                                       |
| 4119 Miles             | 1983 BE      | 16 tháng 1 năm 1983  | Anderson Mesa            | E. Bowell                                              |
| 4120 Denoyelle         | 1985 RS4     | 14 tháng 9 năm 1985  | La Silla                 | H. Debehogne                                           |
| 4121 Carlin            | 1986 JH      | 2 tháng 5 năm 1986   | Palomar                  | INAS                                                   |
| 4122 Ferrari           | 1986 OA      | 28 tháng 7 năm 1986  | Bologna                  | Osservatorio San Vittore                               |
| 4123 Tarsila           | 1986 QP1     | 27 tháng 8 năm 1986  | La Silla                 | H. Debehogne                                           |
| 4124 Herriot           | 1986 SE      | 29 tháng 9 năm 1986  | Kleť                     | Z. Vávrová                                             |
| 4125 Lew Allen         | 1987 MO      | 28 tháng 6 năm 1987  | Palomar                  | E. F. Helin                                            |
| 4126 Mashu             | 1988 BU      | 19 tháng 1 năm 1988  | Kitami                   | K. Endate, K. Watanabe                                 |
| 4127 Kyogoku           | 1988 BA2     | 25 tháng 1 năm 1988  | Kushiro                  | S. Ueda, H. Kaneda                                     |
| 4128 UKSTU             | 1988 BM5     | 28 tháng 1 năm 1988  | Siding Spring            | R. H. McNaught                                         |
| 4129 Richelen          | 1988 DM      | 22 tháng 2 năm 1988  | Siding Spring            | R. H. McNaught                                         |
| 4130 Ramanujan         | 1988 DQ1     | 17 tháng 2 năm 1988  | Kavalur                  | R. Rajamohan                                           |
| 4131 Stasik            | 1988 DR4     | 23 tháng 2 năm 1988  | Siding Spring            | A. J. Noymer                                           |
| 4132 Bartók            | 1988 EH      | 12 tháng 3 năm 1988  | Palomar                  | J. Alu                                                 |
| 4133 Heureka           | 1942 DB      | 17 tháng 2 năm 1942  | Turku                    | L. Oterma                                              |
| 4134 Schütz            | 1961 CR      | 15 tháng 2 năm 1961  | Tautenburg Observatory   | F. Börngen                                             |
| 4135 Svetlanov         | 1966 PG      | 14 tháng 8 năm 1966  | Nauchnij                 | L. I. Chernykh, T. M. Smirnova                         |
| 4136 Artmane           | 1968 FJ      | 28 tháng 3 năm 1968  | Nauchnij                 | T. M. Smirnova                                         |
| 4137 Crabtree          | 1970 WC      | 24 tháng 11 năm 1970 | Hamburg-Bergedorf        | L. Kohoutek                                            |
| 4138 Kalchas           | 1973 SM      | 19 tháng 9 năm 1973  | Palomar                  | C. J. van Houten, I. van Houten-Groeneveld, T. Gehrels |
| 4139 Ulʹyanin          | 1975 VE2     | 2 tháng 11 năm 1975  | Nauchnij                 | T. M. Smirnova                                         |
| 4140 Branham           | 1976 VA      | 11 tháng 11 năm 1976 | El Leoncito              | Felix Aguilar Observatory                              |
| 4141 Nintanlena        | 1978 PG3     | 8 tháng 8 năm 1978   | Nauchnij                 | N. S. Chernykh                                         |
| 4142 Dersu-Uzala       | 1981 KE      | 28 tháng 5 năm 1981  | Kleť                     | Z. Vávrová                                             |
| 4143 Huziak            | 1981 QN1     | 29 tháng 8 năm 1981  | Socorro                  | L. G. Taff                                             |
| 4144 Vladvasilʹev      | 1981 SW6     | 28 tháng 9 năm 1981  | Nauchnij                 | L. V. Zhuravleva                                       |
| 4145 Maximova          | 1981 SJ7     | 29 tháng 9 năm 1981  | Nauchnij                 | L. V. Zhuravleva                                       |
| 4146 Rudolfinum        | 1982 DD2     | 16 tháng 2 năm 1982  | Kleť                     | L. Brožek                                              |
| 4147 Lennon            | 1983 AY      | 12 tháng 1 năm 1983  | Anderson Mesa            | B. A. Skiff                                            |
| 4148 McCartney         | 1983 NT      | 11 tháng 7 năm 1983  | Anderson Mesa            | E. Bowell                                              |
| 4149 Harrison          | 1984 EZ      | 9 tháng 3 năm 1984   | Anderson Mesa            | B. A. Skiff                                            |
| 4150 Starr             | 1984 QC1     | 31 tháng 8 năm 1984  | Anderson Mesa            | B. A. Skiff                                            |
| 4151 Alanhale          | 1985 HV1     | 24 tháng 4 năm 1985  | Palomar                  | C. S. Shoemaker, E. M. Shoemaker                       |
| 4152 Weber             | 1985 JF      | 15 tháng 5 năm 1985  | Anderson Mesa            | E. Bowell                                              |
| 4153 Roburnham         | 1985 JT1     | 14 tháng 5 năm 1985  | Palomar                  | C. S. Shoemaker                                        |
| 4154 Rumsey            | 1985 NE      | 10 tháng 7 năm 1985  | Lake Tekapo              | A. C. Gilmore, P. M. Kilmartin                         |
| 4155 Watanabe          | 1987 UB1     | 25 tháng 10 năm 1987 | Kushiro                  | S. Ueda, H. Kaneda                                     |
| 4156 Okadanaboru       | 1988 BE      | 16 tháng 1 năm 1988  | Chiyoda                  | T. Kojima                                              |
| 4157 Izu               | 1988 XD2     | 11 tháng 12 năm 1988 | Gekko                    | Y. Oshima                                              |
| 4158 Santini           | 1989 BE      | 28 tháng 1 năm 1989  | Bologna                  | Osservatorio San Vittore                               |
| 4159 Freeman           | 1989 GK      | 5 tháng 4 năm 1989   | Palomar                  | E. F. Helin                                            |
| 4160 Sabrina-John      | 1989 LE      | 3 tháng 6 năm 1989   | Palomar                  | E. F. Helin                                            |
| 4161 Amasis            | 6627 P-L     | 24 tháng 9 năm 1960  | Palomar                  | C. J. van Houten, I. van Houten-Groeneveld, T. Gehrels |
| 4162 SAF               | 1940 WA      | 24 tháng 11 năm 1940 | Nice                     | A. Patry                                               |
| 4163 Saaremaa          | 1941 HC      | 19 tháng 4 năm 1941  | Turku                    | L. Oterma                                              |
| 4164 Shilov            | 1969 UR      | 16 tháng 10 năm 1969 | Nauchnij                 | L. I. Chernykh                                         |
| 4165 Didkovskij        | 1976 GS3     | 1 tháng 4 năm 1976   | Nauchnij                 | N. S. Chernykh                                         |
| 4166 Pontryagin        | 1978 SZ6     | 16 tháng 9 năm 1978  | Nauchnij                 | L. V. Zhuravleva                                       |
| 4167 Riemann           | 1978 TQ7     | 2 tháng 10 năm 1978  | Nauchnij                 | L. V. Zhuravleva                                       |
| 4168 Millan            | 1979 EE      | 6 tháng 3 năm 1979   | El Leoncito              | Felix Aguilar Observatory                              |
| 4169 Celsius           | 1980 FO3     | 16 tháng 3 năm 1980  | La Silla                 | C.-I. Lagerkvist                                       |
| 4170 Semmelweis        | 1980 PT      | 6 tháng 8 năm 1980   | Kleť                     | Z. Vávrová                                             |
| 4171 Carrasco          | 1982 FZ1     | 23 tháng 3 năm 1982  | Palomar                  | C. S. Shoemaker                                        |
| 4172 Rochefort         | 1982 FC3     | 20 tháng 3 năm 1982  | La Silla                 | H. Debehogne                                           |
| 4173 Thicksten         | 1982 KG1     | 27 tháng 5 năm 1982  | Palomar                  | C. S. Shoemaker                                        |
| 4174 Pikulia           | 1982 SB6     | 16 tháng 9 năm 1982  | Nauchnij                 | L. I. Chernykh                                         |
| 4175 Billbaum          | 1985 GX      | 15 tháng 4 năm 1985  | Anderson Mesa            | E. Bowell                                              |
| 4176 Sudek             | 1987 DS      | 24 tháng 2 năm 1987  | Kleť                     | A. Mrkos                                               |
| 4177 Kohman            | 1987 SS1     | 21 tháng 9 năm 1987  | Anderson Mesa            | E. Bowell                                              |
| 4178                   | 1988 EO1     | 13 tháng 3 năm 1988  | Palomar                  | E. F. Helin                                            |
| 4179 Toutatis          | 1989 AC      | 4 tháng 1 năm 1989   | Caussols                 | C. Pollas                                              |
| 4180 Anaxagoras        | 6092 P-L     | 24 tháng 9 năm 1960  | Palomar                  | C. J. van Houten, I. van Houten-Groeneveld, T. Gehrels |
| 4181 Kivi              | 1938 DK1     | 24 tháng 2 năm 1938  | Turku                    | Y. Väisälä                                             |
| 4182 Mount Locke       | 1951 JQ      | 2 tháng 5 năm 1951   | Fort Davis               | đài thiên văn McDonald                                 |
| 4183 Cuno              | 1959 LM      | 5 tháng 6 năm 1959   | Bloemfontein             | C. Hoffmeister                                         |
| 4184 Berdyayev         | 1969 TJ1     | 8 tháng 10 năm 1969  | Nauchnij                 | L. I. Chernykh                                         |
| 4185 Phystech          | 1975 ED      | 4 tháng 3 năm 1975   | Nauchnij                 | T. M. Smirnova                                         |
| 4186 Tamashima         | 1977 DT1     | 18 tháng 2 năm 1977  | Kiso                     | H. Kosai, K. Hurukawa                                  |
| 4187 Shulnazaria       | 1978 GR3     | 11 tháng 4 năm 1978  | Nauchnij                 | N. S. Chernykh                                         |
| 4188 Kitezh            | 1979 HX4     | 25 tháng 4 năm 1979  | Nauchnij                 | N. S. Chernykh                                         |
| 4189 Sayany            | 1979 SV9     | 22 tháng 9 năm 1979  | Nauchnij                 | N. S. Chernykh                                         |
| 4190 Kvasnica          | 1980 JH      | 11 tháng 5 năm 1980  | Kleť                     | L. Brožek                                              |
| 4191 Assesse           | 1980 KH      | 22 tháng 5 năm 1980  | La Silla                 | H. Debehogne                                           |
| 4192 Breysacher        | 1981 DH      | 28 tháng 2 năm 1981  | La Silla                 | H. Debehogne, G. DeSanctis                             |
| 4193 Salanave          | 1981 SM1     | 16 tháng 9 năm 1981  | Anderson Mesa            | B. A. Skiff, N. G. Thomas                              |
| 4194 Sweitzer          | 1982 RE      | 15 tháng 9 năm 1982  | Anderson Mesa            | E. Bowell                                              |
| 4195 Esambaev          | 1982 SK8     | 19 tháng 9 năm 1982  | Nauchnij                 | L. I. Chernykh                                         |
| 4196 Shuya             | 1982 SA13    | 16 tháng 9 năm 1982  | Nauchnij                 | L. I. Chernykh                                         |
| 4197                   | 1982 TA      | 11 tháng 10 năm 1982 | Palomar                  | E. F. Helin, E. M. Shoemaker                           |
| 4198 Panthera          | 1983 CK1     | 11 tháng 2 năm 1983  | Anderson Mesa            | N. G. Thomas                                           |
| 4199 Andreev           | 1983 RX2     | 1 tháng 9 năm 1983   | La Silla                 | H. Debehogne                                           |
| 4200 Shizukagozen      | 1983 WA      | 28 tháng 11 năm 1983 | Karasuyama               | Y. Banno, T. Urata                                     |
| 4201–4300              |              |                      |                          |                                                        |
| 4201 Orosz             | 1984 JA1     | 3 tháng 5 năm 1984   | Anderson Mesa            | B. A. Skiff                                            |
| 4202 Minitti           | 1985 CB2     | 12 tháng 2 năm 1985  | La Silla                 | H. Debehogne                                           |
| 4203 Brucato           | 1985 FD3     | 26 tháng 3 năm 1985  | Palomar                  | C. S. Shoemaker                                        |
| 4204 Barsig            | 1985 JG1     | 11 tháng 5 năm 1985  | Palomar                  | C. S. Shoemaker                                        |
| 4205 David Hughes      | 1985 YP      | 18 tháng 12 năm 1985 | Anderson Mesa            | E. Bowell                                              |
| 4206 Verulamium        | 1986 QL      | 25 tháng 8 năm 1986  | La Silla                 | H. Debehogne                                           |
| 4207 Chernova          | 1986 RO2     | 5 tháng 9 năm 1986   | Anderson Mesa            | E. Bowell                                              |
| 4208 Kiselev           | 1986 RQ2     | 6 tháng 9 năm 1986   | Anderson Mesa            | E. Bowell                                              |
| 4209 Briggs            | 1986 TG4     | 4 tháng 10 năm 1986  | Palomar                  | E. F. Helin                                            |
| 4210 Isobelthompson    | 1987 DY5     | 21 tháng 2 năm 1987  | La Silla                 | H. Debehogne                                           |
| 4211 Rosniblett        | 1987 RT      | 12 tháng 9 năm 1987  | La Silla                 | H. Debehogne                                           |
| 4212 Sansyu-Asuke      | 1987 SB2     | 28 tháng 9 năm 1987  | Toyota                   | K. Suzuki, T. Urata                                    |
| 4213 Njord             | 1987 ST4     | 25 tháng 9 năm 1987  | Đài thiên văn Brorfelde  | P. Jensen                                              |
| 4214 Veralynn          | 1987 UX4     | 22 tháng 10 năm 1987 | Nauchnij                 | L. V. Zhuravleva                                       |
| 4215 Kamo              | 1987 VE1     | 14 tháng 11 năm 1987 | Kushiro                  | S. Ueda, H. Kaneda                                     |
| 4216 Neunkirchen       | 1988 AF5     | 14 tháng 1 năm 1988  | La Silla                 | H. Debehogne                                           |
| 4217 Engelhardt        | 1988 BO2     | 24 tháng 1 năm 1988  | Palomar                  | C. S. Shoemaker                                        |
| 4218 Demottoni         | 1988 BK3     | 16 tháng 1 năm 1988  | La Silla                 | H. Debehogne                                           |
| 4219 Nakamura          | 1988 DB      | 19 tháng 2 năm 1988  | Kobuchizawa              | M. Inoue, O. Muramatsu                                 |
| 4220 Flood             | 1988 DN      | 22 tháng 2 năm 1988  | Siding Spring            | R. H. McNaught                                         |
| 4221 Picasso           | 1988 EJ      | 13 tháng 3 năm 1988  | Palomar                  | J. Alu                                                 |
| 4222 Nancita           | 1988 EK1     | 13 tháng 3 năm 1988  | Palomar                  | E. F. Helin                                            |
| 4223 Shikoku           | 1988 JM      | 7 tháng 5 năm 1988   | Geisei                   | T. Seki                                                |
| 4224 Susa              | 1988 KG      | 19 tháng 5 năm 1988  | Palomar                  | E. F. Helin                                            |
| 4225                   | 1989 BN      | 31 tháng 1 năm 1989  | Okutama                  | T. Hioki, N. Kawasato                                  |
| 4226 Damiaan           | 1989 RE      | 1 tháng 9 năm 1989   | Haute Provence           | E. W. Elst                                             |
| 4227 Kaali             | 1942 DC      | 17 tháng 2 năm 1942  | Turku                    | L. Oterma                                              |
| 4228 Nemiro            | 1968 OC1     | 25 tháng 7 năm 1968  | Cerro El Roble           | G. A. Plyugin, Yu. A. Belyaev                          |
| 4229 Plevitskaya       | 1971 BK      | 22 tháng 1 năm 1971  | Nauchnij                 | L. I. Chernykh                                         |
| 4230 van den Bergh     | 1973 ST1     | 19 tháng 9 năm 1973  | Palomar                  | C. J. van Houten, I. van Houten-Groeneveld, T. Gehrels |
| 4231 Fireman           | 1976 WD      | 20 tháng 11 năm 1976 | Harvard Observatory      | Harvard Observatory                                    |
| 4232 Aparicio          | 1977 CD      | 13 tháng 2 năm 1977  | El Leoncito              | Felix Aguilar Observatory                              |
| 4233 Palʹchikov        | 1977 RO7     | 11 tháng 9 năm 1977  | Nauchnij                 | N. S. Chernykh                                         |
| 4234 Evtushenko        | 1978 JT1     | 6 tháng 5 năm 1978   | Nauchnij                 | N. S. Chernykh                                         |
| 4235 Tatishchev        | 1978 SL5     | 27 tháng 9 năm 1978  | Nauchnij                 | L. I. Chernykh                                         |
| 4236 Lidov             | 1979 FV1     | 23 tháng 3 năm 1979  | Nauchnij                 | N. S. Chernykh                                         |
| 4237 Raushenbakh       | 1979 SD4     | 24 tháng 9 năm 1979  | Nauchnij                 | N. S. Chernykh                                         |
| 4238 Audrey            | 1980 GF      | 13 tháng 4 năm 1980  | Kleť                     | A. Mrkos                                               |
| 4239 Goodman           | 1980 OE      | 17 tháng 7 năm 1980  | Anderson Mesa            | E. Bowell                                              |
| 4240 Grün              | 1981 EY20    | 2 tháng 3 năm 1981   | Siding Spring            | S. J. Bus                                              |
| 4241 Pappalardo        | 1981 EX46    | 2 tháng 3 năm 1981   | Siding Spring            | S. J. Bus                                              |
| 4242 Brecher           | 1981 FQ      | 28 tháng 3 năm 1981  | Harvard Observatory      | Harvard Observatory                                    |
| 4243 Nankivell         | 1981 GF1     | 4 tháng 4 năm 1981   | Lake Tekapo              | A. C. Gilmore, P. M. Kilmartin                         |
| 4244 Zakharchenko      | 1981 TO3     | 7 tháng 10 năm 1981  | Nauchnij                 | L. I. Chernykh                                         |
| 4245 Nairc             | 1981 UC10    | 29 tháng 10 năm 1981 | Nanking                  | Purple Mountain Observatory                            |
| 4246 Telemann          | 1982 SY2     | 24 tháng 9 năm 1982  | Tautenburg Observatory   | F. Börngen                                             |
| 4247 Grahamsmith       | 1983 WC      | 28 tháng 11 năm 1983 | Anderson Mesa            | E. Bowell                                              |
| 4248 Ranald            | 1984 HX      | 23 tháng 4 năm 1984  | Lake Tekapo              | A. C. Gilmore, P. M. Kilmartin                         |
| 4249 Křemže            | 1984 SC2     | 29 tháng 9 năm 1984  | Kleť                     | A. Mrkos                                               |
| 4250 Perun             | 1984 UG      | 20 tháng 10 năm 1984 | Kleť                     | Z. Vávrová                                             |
| 4251 Kavasch           | 1985 JK1     | 11 tháng 5 năm 1985  | Palomar                  | C. S. Shoemaker                                        |
| 4252 Godwin            | 1985 RG4     | 11 tháng 9 năm 1985  | La Silla                 | H. Debehogne                                           |
| 4253 Märker            | 1985 TN3     | 11 tháng 10 năm 1985 | Palomar                  | C. S. Shoemaker                                        |
| 4254 Kamél             | 1985 UT3     | 24 tháng 10 năm 1985 | Kvistaberg               | C.-I. Lagerkvist                                       |
| 4255 Spacewatch        | 1986 GW      | 4 tháng 4 năm 1986   | Kitt Peak                | Spacewatch                                             |
| 4256 Kagamigawa        | 1986 TX      | 3 tháng 10 năm 1986  | Geisei                   | T. Seki                                                |
| 4257 Ubasti            | 1987 QA      | 23 tháng 8 năm 1987  | Palomar                  | J. Mueller                                             |
| 4258 Ryazanov          | 1987 RZ2     | 1 tháng 9 năm 1987   | Nauchnij                 | L. G. Karachkina                                       |
| 4259 McCoy             | 1988 SB3     | 16 tháng 9 năm 1988  | Cerro Tololo             | S. J. Bus                                              |
| 4260 Yanai             | 1989 AX      | 4 tháng 1 năm 1989   | Kushiro                  | S. Ueda, H. Kaneda                                     |
| 4261 Gekko             | 1989 BJ      | 28 tháng 1 năm 1989  | Gekko                    | Y. Oshima                                              |
| 4262                   | 1989 CO      | 5 tháng 2 năm 1989   | Yorii                    | M. Arai, H. Mori                                       |
| 4263 Abashiri          | 1989 RL2     | 7 tháng 9 năm 1989   | Kitami                   | M. Yanai, K. Watanabe                                  |
| 4264 Karljosephine     | 1989 TB      | 2 tháng 10 năm 1989  | Siding Spring            | K. F. J. Cwach                                         |
| 4265 Kani              | 1989 TX      | 8 tháng 10 năm 1989  | Kani                     | Y. Mizuno, T. Furuta                                   |
| 4266 Waltari           | 1940 YE      | 28 tháng 12 năm 1940 | Turku                    | Y. Väisälä                                             |
| 4267 Basner            | 1971 QP      | 18 tháng 8 năm 1971  | Nauchnij                 | T. M. Smirnova                                         |
| 4268 Grebenikov        | 1972 TW3     | 5 tháng 10 năm 1972  | Nauchnij                 | T. M. Smirnova                                         |
| 4269 Bogado            | 1974 FN      | 22 tháng 3 năm 1974  | Cerro El Roble           | C. Torres                                              |
| 4270 Juanvictoria      | 1975 TJ6     | 1 tháng 10 năm 1975  | El Leoncito              | Felix Aguilar Observatory                              |
| 4271 Novosibirsk       | 1976 GQ6     | 3 tháng 4 năm 1976   | Nauchnij                 | N. S. Chernykh                                         |
| 4272 Entsuji           | 1977 EG5     | 12 tháng 3 năm 1977  | Kiso                     | H. Kosai, K. Hurukawa                                  |
| 4273 Dunhuang          | 1978 UU1     | 29 tháng 10 năm 1978 | Nanking                  | Purple Mountain Observatory                            |
| 4274 Karamanov         | 1980 RZ3     | 6 tháng 9 năm 1980   | Nauchnij                 | N. S. Chernykh                                         |
| 4275 Bogustafson       | 1981 EW14    | 1 tháng 3 năm 1981   | Siding Spring            | S. J. Bus                                              |
| 4276 Clifford          | 1981 XA      | 2 tháng 12 năm 1981  | Anderson Mesa            | E. Bowell                                              |
| 4277 Holubov           | 1982 AF      | 15 tháng 1 năm 1982  | Kleť                     | A. Mrkos                                               |
| 4278 Harvey            | 1982 SF      | 22 tháng 9 năm 1982  | Anderson Mesa            | E. Bowell                                              |
| 4279 De Gasparis       | 1982 WB      | 19 tháng 11 năm 1982 | Bologna                  | Osservatorio San Vittore                               |
| 4280 Simonenko         | 1985 PF2     | 13 tháng 8 năm 1985  | Nauchnij                 | N. S. Chernykh                                         |
| 4281 Pounds            | 1985 TE1     | 15 tháng 10 năm 1985 | Anderson Mesa            | E. Bowell                                              |
| 4282 Endate            | 1987 UQ1     | 28 tháng 10 năm 1987 | Kushiro                  | S. Ueda, H. Kaneda                                     |
| 4283 Stöffler          | 1988 BZ      | 23 tháng 1 năm 1988  | Palomar                  | C. S. Shoemaker                                        |
| 4284 Kaho              | 1988 FL3     | 16 tháng 3 năm 1988  | Kushiro                  | S. Ueda, H. Kaneda                                     |
| 4285 Hulkower          | 1988 NH      | 11 tháng 7 năm 1988  | Palomar                  | E. F. Helin                                            |
| 4286 Rubtsov           | 1988 PU4     | 8 tháng 8 năm 1988   | Nauchnij                 | L. I. Chernykh                                         |
| 4287 Třísov            | 1989 RU2     | 7 tháng 9 năm 1989   | Kleť                     | A. Mrkos                                               |
| 4288 Tokyotech         | 1989 TQ1     | 8 tháng 10 năm 1989  | Chiyoda                  | T. Kojima                                              |
| 4289 Biwako            | 1989 UA2     | 29 tháng 10 năm 1989 | Dynic                    | A. Sugie                                               |
| 4290 Heisei            | 1989 UK3     | 30 tháng 10 năm 1989 | Geisei                   | T. Seki                                                |
| 4291 Kodaihasu         | 1989 VH      | 2 tháng 11 năm 1989  | Yorii                    | M. Arai, H. Mori                                       |
| 4292 Aoba              | 1989 VO      | 4 tháng 11 năm 1989  | Ayashi Station           | M. Koishikawa                                          |
| 4293 Masumi            | 1989 VT      | 1 tháng 11 năm 1989  | Gekko                    | Y. Oshima                                              |
| 4294 Horatius          | 4016 P-L     | 24 tháng 9 năm 1960  | Palomar                  | C. J. van Houten, I. van Houten-Groeneveld, T. Gehrels |
| 4295 Wisse             | 6032 P-L     | 24 tháng 9 năm 1960  | Palomar                  | C. J. van Houten, I. van Houten-Groeneveld, T. Gehrels |
| 4296 van Woerkom       | 1935 SA2     | 28 tháng 9 năm 1935  | Johannesburg             | H. van Gent                                            |
| 4297 Eichhorn          | 1938 HE      | 19 tháng 4 năm 1938  | Hamburg-Bergedorf        | W. Dieckvoss                                           |
| 4298 Jorgenúnez        | 1941 WA      | 17 tháng 11 năm 1941 | Barcelona                | I. Pòlit                                               |
| 4299 WIYN              | 1952 QX      | 28 tháng 8 năm 1952  | Brooklyn                 | Đại học Indiana                                        |
| 4300 Marg Edmondson    | 1955 SG1     | 18 tháng 9 năm 1955  | Brooklyn                 | Đại học Indiana                                        |
| 4301–4400              |              |                      |                          |                                                        |
| 4301 Boyden            | 1966 PM      | 7 tháng 8 năm 1966   | Bloemfontein             | Boyden Observatory                                     |
| 4302 Markeev           | 1968 HP      | 22 tháng 4 năm 1968  | Nauchnij                 | T. M. Smirnova                                         |
| 4303 Savitskij         | 1973 SZ3     | 25 tháng 9 năm 1973  | Nauchnij                 | L. V. Zhuravleva                                       |
| 4304 Geichenko         | 1973 SW4     | 27 tháng 9 năm 1973  | Nauchnij                 | L. I. Chernykh                                         |
| 4305 Clapton           | 1976 EC      | 7 tháng 3 năm 1976   | Harvard Observatory      | Harvard Observatory                                    |
| 4306 Dunaevskij        | 1976 SZ5     | 24 tháng 9 năm 1976  | Nauchnij                 | N. S. Chernykh                                         |
| 4307 Cherepashchuk     | 1976 UK2     | 16 tháng 10 năm 1976 | Nauchnij                 | T. M. Smirnova                                         |
| 4308 Magarach          | 1978 PL4     | 9 tháng 8 năm 1978   | Nauchnij                 | N. S. Chernykh                                         |
| 4309 Marvin            | 1978 QC      | 30 tháng 8 năm 1978  | Harvard Observatory      | Harvard Observatory                                    |
| 4310 Strömholm         | 1978 RJ7     | 2 tháng 9 năm 1978   | La Silla                 | C.-I. Lagerkvist                                       |
| 4311 Zguridi           | 1978 SY6     | 16 tháng 9 năm 1978  | Nauchnij                 | L. V. Zhuravleva                                       |
| 4312 Knacke            | 1978 WW11    | 29 tháng 11 năm 1978 | Palomar                  | S. J. Bus, C. T. Kowal                                 |
| 4313 Bouchet           | 1979 HK1     | 21 tháng 4 năm 1979  | La Silla                 | H. Debehogne                                           |
| 4314                   | 1979 ML3     | 25 tháng 6 năm 1979  | Siding Spring            | E. F. Helin, S. J. Bus                                 |
| 4315 Pronik            | 1979 SL11    | 24 tháng 9 năm 1979  | Nauchnij                 | N. S. Chernykh                                         |
| 4316 Babinkova         | 1979 TZ1     | 14 tháng 10 năm 1979 | Nauchnij                 | N. S. Chernykh                                         |
| 4317 Garibaldi         | 1980 DA1     | 19 tháng 2 năm 1980  | Kleť                     | Z. Vávrová                                             |
| 4318 Baťa              | 1980 DE1     | 21 tháng 2 năm 1980  | Kleť                     | Z. Vávrová                                             |
| 4319 Jackierobinson    | 1981 ER14    | 1 tháng 3 năm 1981   | Siding Spring            | S. J. Bus                                              |
| 4320 Jarosewich        | 1981 EJ17    | 1 tháng 3 năm 1981   | Siding Spring            | S. J. Bus                                              |
| 4321 Zero              | 1981 EH26    | 2 tháng 3 năm 1981   | Siding Spring            | S. J. Bus                                              |
| 4322 Billjackson       | 1981 EE37    | 11 tháng 3 năm 1981  | Siding Spring            | S. J. Bus                                              |
| 4323 Hortulus          | 1981 QN      | 27 tháng 8 năm 1981  | Đài thiên văn Zimmerwald | P. Wild                                                |
| 4324                   | 1981 YA1     | 24 tháng 12 năm 1981 | Socorro                  | L. G. Taff                                             |
| 4325 Guest             | 1982 HL      | 18 tháng 4 năm 1982  | Anderson Mesa            | E. Bowell                                              |
| 4326 McNally           | 1982 HS1     | 28 tháng 4 năm 1982  | Anderson Mesa            | E. Bowell                                              |
| 4327 Ries              | 1982 KB1     | 24 tháng 5 năm 1982  | Palomar                  | C. S. Shoemaker                                        |
| 4328 Valina            | 1982 SQ2     | 18 tháng 9 năm 1982  | La Silla                 | H. Debehogne                                           |
| 4329                   | 1982 SX2     | 22 tháng 9 năm 1982  | Socorro                  | L. G. Taff                                             |
| 4330 Vivaldi           | 1982 UJ3     | 19 tháng 10 năm 1982 | Tautenburg Observatory   | F. Börngen                                             |
| 4331 Hubbard           | 1983 HC      | 18 tháng 4 năm 1983  | Anderson Mesa            | N. G. Thomas                                           |
| 4332 Milton            | 1983 RC      | 5 tháng 9 năm 1983   | Palomar                  | C. S. Shoemaker                                        |
| 4333 Sinton            | 1983 RO2     | 4 tháng 9 năm 1983   | Anderson Mesa            | E. Bowell                                              |
| 4334 Foo               | 1983 RO3     | 2 tháng 9 năm 1983   | La Silla                 | H. Debehogne                                           |
| 4335 Verona            | 1983 VC7     | 1 tháng 11 năm 1983  | Cavriana                 | Cavriana                                               |
| 4336 Jasniewicz        | 1984 QE1     | 31 tháng 8 năm 1984  | Anderson Mesa            | B. A. Skiff                                            |
| 4337 Arecibo           | 1985 GB      | 14 tháng 4 năm 1985  | Anderson Mesa            | E. Bowell                                              |
| 4338 Velez             | 1985 PB1     | 14 tháng 8 năm 1985  | Anderson Mesa            | E. Bowell                                              |
| 4339 Almamater         | 1985 UK      | 20 tháng 10 năm 1985 | Kleť                     | A. Mrkos                                               |
| 4340 Dence             | 1986 JZ      | 4 tháng 5 năm 1986   | Palomar                  | C. S. Shoemaker                                        |
| 4341 Poseidon          | 1987 KF      | 29 tháng 5 năm 1987  | Palomar                  | C. S. Shoemaker                                        |
| 4342 Freud             | 1987 QO9     | 21 tháng 8 năm 1987  | La Silla                 | E. W. Elst                                             |
| 4343 Tetsuya           | 1988 AC      | 10 tháng 1 năm 1988  | Kushiro                  | S. Ueda, H. Kaneda                                     |
| 4344 Buxtehude         | 1988 CR1     | 11 tháng 2 năm 1988  | La Silla                 | E. W. Elst                                             |
| 4345 Rachmaninoff      | 1988 CM2     | 11 tháng 2 năm 1988  | La Silla                 | E. W. Elst                                             |
| 4346 Whitney           | 1988 DS4     | 23 tháng 2 năm 1988  | Siding Spring            | A. J. Noymer                                           |
| 4347 Reger             | 1988 PK2     | 13 tháng 8 năm 1988  | Tautenburg Observatory   | F. Börngen                                             |
| 4348 Poulydamas        | 1988 RU      | 11 tháng 9 năm 1988  | Palomar                  | C. S. Shoemaker                                        |
| 4349 Tibúrcio          | 1989 LX      | 5 tháng 6 năm 1989   | La Silla                 | W. Landgraf                                            |
| 4350 Shibecha          | 1989 UG1     | 16 tháng 10 năm 1989 | Kushiro                  | S. Ueda, H. Kaneda                                     |
| 4351 Nobuhisa          | 1989 UR1     | 28 tháng 10 năm 1989 | Kani                     | Y. Mizuno, T. Furuta                                   |
| 4352 Kyoto             | 1989 UW1     | 29 tháng 10 năm 1989 | Dynic                    | A. Sugie                                               |
| 4353 Onizaki           | 1989 WK1     | 25 tháng 11 năm 1989 | Kani                     | Y. Mizuno, T. Furuta                                   |
| 4354 Euclides          | 2142 P-L     | 24 tháng 9 năm 1960  | Palomar                  | C. J. van Houten, I. van Houten-Groeneveld, T. Gehrels |
| 4355 Memphis           | 3524 P-L     | 17 tháng 10 năm 1960 | Palomar                  | C. J. van Houten, I. van Houten-Groeneveld, T. Gehrels |
| 4356 Marathon          | 9522 P-L     | 17 tháng 10 năm 1960 | Palomar                  | C. J. van Houten, I. van Houten-Groeneveld, T. Gehrels |
| 4357 Korinthos         | 2069 T-2     | 29 tháng 9 năm 1973  | Palomar                  | C. J. van Houten, I. van Houten-Groeneveld, T. Gehrels |
| 4358 Lynn              | A909 TF      | 5 tháng 10 năm 1909  | Greenwich                | P. H. Cowell                                           |
| 4359 Berlage           | 1935 TG      | 28 tháng 9 năm 1935  | Johannesburg             | H. van Gent                                            |
| 4360 Xuyi              | 1964 TG2     | 9 tháng 10 năm 1964  | Nanking                  | Purple Mountain Observatory                            |
| 4361 Nezhdanova        | 1977 TG7     | 9 tháng 10 năm 1977  | Nauchnij                 | L. I. Chernykh                                         |
| 4362 Carlisle          | 1978 PR4     | 1 tháng 8 năm 1978   | Bickley                  | Perth Observatory                                      |
| 4363 Sergej            | 1978 TU7     | 2 tháng 10 năm 1978  | Nauchnij                 | L. V. Zhuravleva                                       |
| 4364 Shkodrov          | 1978 VV5     | 7 tháng 11 năm 1978  | Palomar                  | E. F. Helin, S. J. Bus                                 |
| 4365 Ivanova           | 1978 VH8     | 7 tháng 11 năm 1978  | Palomar                  | E. F. Helin, S. J. Bus                                 |
| 4366 Venikagan         | 1979 YV8     | 24 tháng 12 năm 1979 | Nauchnij                 | L. V. Zhuravleva                                       |
| 4367 Meech             | 1981 EE43    | 2 tháng 3 năm 1981   | Siding Spring            | S. J. Bus                                              |
| 4368 Pillmore          | 1981 JC2     | 5 tháng 5 năm 1981   | Palomar                  | C. S. Shoemaker                                        |
| 4369 Seifert           | 1982 OR      | 30 tháng 7 năm 1982  | Kleť                     | L. Brožek                                              |
| 4370 Dickens           | 1982 SL      | 22 tháng 9 năm 1982  | Anderson Mesa            | E. Bowell                                              |
| 4371 Fyodorov          | 1983 GC2     | 10 tháng 4 năm 1983  | Nauchnij                 | L. I. Chernykh                                         |
| 4372 Quincy            | 1984 TB      | 3 tháng 10 năm 1984  | Harvard Observatory      | Oak Ridge Observatory                                  |
| 4373 Crespo            | 1985 PB      | 14 tháng 8 năm 1985  | Anderson Mesa            | E. Bowell                                              |
| 4374 Tadamori          | 1987 BJ      | 31 tháng 1 năm 1987  | Toyota                   | K. Suzuki, T. Urata                                    |
| 4375 Kiyomori          | 1987 DQ      | 28 tháng 2 năm 1987  | Ojima                    | T. Niijima, T. Urata                                   |
| 4376 Shigemori         | 1987 FA      | 20 tháng 3 năm 1987  | Ojima                    | T. Niijima, T. Urata                                   |
| 4377 Koremori          | 1987 GD      | 4 tháng 4 năm 1987   | Ojima                    | T. Niijima, T. Urata                                   |
| 4378 Voigt             | 1988 JF      | 14 tháng 5 năm 1988  | La Silla                 | W. Landgraf                                            |
| 4379 Snelling          | 1988 PT1     | 13 tháng 8 năm 1988  | Palomar                  | C. S. Shoemaker, E. M. Shoemaker                       |
| 4380 Geyer             | 1988 PB2     | 14 tháng 8 năm 1988  | Haute Provence           | E. W. Elst                                             |
| 4381 Uenohara          | 1989 WD1     | 22 tháng 11 năm 1989 | Uenohara                 | N. Kawasato                                            |
| 4382 Stravinsky        | 1989 WQ3     | 29 tháng 11 năm 1989 | Tautenburg Observatory   | F. Börngen                                             |
| 4383 Suruga            | 1989 XP      | 1 tháng 12 năm 1989  | Gekko                    | Y. Oshima                                              |
| 4384                   | 1990 AA      | 3 tháng 1 năm 1990   | Okutama                  | T. Hioki, S. Hayakawa                                  |
| 4385 Elsässer          | 2534 P-L     | 24 tháng 9 năm 1960  | Palomar                  | C. J. van Houten, I. van Houten-Groeneveld, T. Gehrels |
| 4386 Lüst              | 6829 P-L     | 16 tháng 9 năm 1960  | Palomar                  | C. J. van Houten, I. van Houten-Groeneveld, T. Gehrels |
| 4387 Tanaka            | 4829 T-2     | 19 tháng 9 năm 1973  | Palomar                  | C. J. van Houten, I. van Houten-Groeneveld, T. Gehrels |
| 4388 Jürgenstock       | 1964 VE      | 3 tháng 11 năm 1964  | Brooklyn                 | Đại học Indiana                                        |
| 4389 Durbin            | 1976 GL3     | 1 tháng 4 năm 1976   | Nauchnij                 | N. S. Chernykh                                         |
| 4390 Madreteresa       | 1976 GO8     | 5 tháng 4 năm 1976   | El Leoncito              | Felix Aguilar Observatory                              |
| 4391 Balodis           | 1977 QW2     | 21 tháng 8 năm 1977  | Nauchnij                 | N. S. Chernykh                                         |
| 4392 Agita             | 1978 RX5     | 13 tháng 9 năm 1978  | Nauchnij                 | N. S. Chernykh                                         |
| 4393 Dawe              | 1978 VP8     | 7 tháng 11 năm 1978  | Palomar                  | E. F. Helin, S. J. Bus                                 |
| 4394 Fritzheide        | 1981 EB19    | 2 tháng 3 năm 1981   | Siding Spring            | S. J. Bus                                              |
| 4395 Danbritt          | 1981 EH41    | 2 tháng 3 năm 1981   | Siding Spring            | S. J. Bus                                              |
| 4396 Gressmann         | 1981 JH      | 3 tháng 5 năm 1981   | Anderson Mesa            | E. Bowell                                              |
| 4397 Jalopez           | 1981 JS1     | 9 tháng 5 năm 1981   | El Leoncito              | Felix Aguilar Observatory                              |
| 4398 Chiara            | 1984 HC2     | 23 tháng 4 năm 1984  | La Silla                 | W. Ferreri                                             |
| 4399 Ashizuri          | 1984 UA      | 21 tháng 10 năm 1984 | Geisei                   | T. Seki                                                |
| 4400 Bagryana          | 1985 QH4     | 24 tháng 8 năm 1985  | Smolyan                  | Bulgarian National Observatory                         |
| 4401–4500              |              |                      |                          |                                                        |
| 4401 Aditi             | 1985 TB      | 14 tháng 10 năm 1985 | Palomar                  | C. S. Shoemaker                                        |
| 4402 Tsunemori         | 1987 DP      | 25 tháng 2 năm 1987  | Ojima                    | T. Niijima, T. Urata                                   |
| 4403 Kuniharu          | 1987 EA      | 2 tháng 3 năm 1987   | Gekko                    | Y. Oshima                                              |
| 4404 Enirac            | 1987 GG      | 2 tháng 4 năm 1987   | Palomar                  | A. Maury                                               |
| 4405 Otava             | 1987 QD1     | 21 tháng 8 năm 1987  | Kleť                     | A. Mrkos                                               |
| 4406 Mahler            | 1987 YD1     | 22 tháng 12 năm 1987 | Tautenburg Observatory   | F. Börngen                                             |
| 4407 Taihaku           | 1988 TF1     | 13 tháng 10 năm 1988 | Ayashi Station           | M. Koishikawa                                          |
| 4408 Zlatá Koruna      | 1988 TH2     | 4 tháng 10 năm 1988  | Kleť                     | A. Mrkos                                               |
| 4409 Kissling          | 1989 MD      | 30 tháng 6 năm 1989  | Lake Tekapo              | A. C. Gilmore, P. M. Kilmartin                         |
| 4410 Kamuimintara      | 1989 YA      | 17 tháng 12 năm 1989 | Kushiro                  | S. Ueda, H. Kaneda                                     |
| 4411 Kochibunkyo       | 1990 AF      | 3 tháng 1 năm 1990   | Geisei                   | T. Seki                                                |
| 4412 Chephren          | 2535 P-L     | 16 tháng 9 năm 1960  | Palomar                  | C. J. van Houten, I. van Houten-Groeneveld, T. Gehrels |
| 4413 Mycerinos         | 4020 P-L     | 24 tháng 9 năm 1960  | Palomar                  | C. J. van Houten, I. van Houten-Groeneveld, T. Gehrels |
| 4414 Sesostris         | 4153 P-L     | 24 tháng 9 năm 1960  | Palomar                  | C. J. van Houten, I. van Houten-Groeneveld, T. Gehrels |
| 4415 Echnaton          | 4237 P-L     | 24 tháng 9 năm 1960  | Palomar                  | C. J. van Houten, I. van Houten-Groeneveld, T. Gehrels |
| 4416 Ramses            | 4530 P-L     | 24 tháng 9 năm 1960  | Palomar                  | C. J. van Houten, I. van Houten-Groeneveld, T. Gehrels |
| 4417 Lecar             | 1931 GC      | 8 tháng 4 năm 1931   | Heidelberg               | K. Reinmuth                                            |
| 4418 Fredfranklin      | 1931 TR1     | 9 tháng 10 năm 1931  | Heidelberg               | K. Reinmuth                                            |
| 4419 Allancook         | 1932 HD      | 24 tháng 4 năm 1932  | Heidelberg               | K. Reinmuth                                            |
| 4420 Alandreev         | 1936 PB      | 15 tháng 8 năm 1936  | Crimea-Simeis            | G. N. Neujmin                                          |
| 4421 Kayor             | 1942 AC      | 14 tháng 1 năm 1942  | Heidelberg               | K. Reinmuth                                            |
| 4422 Jarre             | 1942 UA      | 17 tháng 10 năm 1942 | Algiers                  | L. Boyer                                               |
| 4423 Golden            | 1949 GH      | 4 tháng 4 năm 1949   | Brooklyn                 | Đại học Indiana                                        |
| 4424 Arkhipova         | 1967 DB      | 16 tháng 2 năm 1967  | Nauchnij                 | T. M. Smirnova                                         |
| 4425 Bilk              | 1967 UQ      | 30 tháng 10 năm 1967 | Hamburg-Bergedorf        | L. Kohoutek                                            |
| 4426 Roerich           | 1969 TB6     | 15 tháng 10 năm 1969 | Nauchnij                 | L. I. Chernykh                                         |
| 4427 Burnashev         | 1971 QP1     | 30 tháng 8 năm 1971  | Nauchnij                 | T. M. Smirnova                                         |
| 4428 Khotinok          | 1977 SN      | 18 tháng 9 năm 1977  | Nauchnij                 | N. S. Chernykh                                         |
| 4429 Chinmoy           | 1978 RJ2     | 12 tháng 9 năm 1978  | Nauchnij                 | N. S. Chernykh                                         |
| 4430 Govorukhin        | 1978 SX6     | 16 tháng 9 năm 1978  | Nauchnij                 | L. V. Zhuravleva                                       |
| 4431 Holeungholee      | 1978 WU14    | 28 tháng 11 năm 1978 | Nanking                  | Purple Mountain Observatory                            |
| 4432 McGraw-Hill       | 1981 ER22    | 2 tháng 3 năm 1981   | Siding Spring            | S. J. Bus                                              |
| 4433 Goldstone         | 1981 QP      | 30 tháng 8 năm 1981  | Anderson Mesa            | E. Bowell                                              |
| 4434 Nikulin           | 1981 RD5     | 8 tháng 9 năm 1981   | Nauchnij                 | L. V. Zhuravleva                                       |
| 4435 Holt              | 1983 AG2     | 13 tháng 1 năm 1983  | Palomar                  | C. S. Shoemaker                                        |
| 4436                   | 1983 EX      | 9 tháng 3 năm 1983   | Anderson Mesa            | E. Barr                                                |
| 4437 Yaroshenko        | 1983 GA2     | 10 tháng 4 năm 1983  | Nauchnij                 | L. I. Chernykh                                         |
| 4438 Sykes             | 1983 WR      | 29 tháng 11 năm 1983 | Anderson Mesa            | E. Bowell                                              |
| 4439 Muroto            | 1984 VA      | 2 tháng 11 năm 1984  | Geisei                   | T. Seki                                                |
| 4440 Tchantchès        | 1984 YV      | 23 tháng 12 năm 1984 | Haute Provence           | F. Dossin                                              |
| 4441 Toshie            | 1985 BB      | 26 tháng 1 năm 1985  | Geisei                   | T. Seki                                                |
| 4442 Garcia            | 1985 RB1     | 14 tháng 9 năm 1985  | Kitt Peak                | Spacewatch                                             |
| 4443                   | 1985 RD4     | 10 tháng 9 năm 1985  | La Silla                 | H. Debehogne                                           |
| 4444 Escher            | 1985 SA      | 16 tháng 9 năm 1985  | La Silla                 | H. U. Norgaard-Nielsen, L. Hansen, P. R. Christensen   |
| 4445 Jimstratton       | 1985 TC      | 15 tháng 10 năm 1985 | Toyota                   | K. Suzuki, T. Urata                                    |
| 4446 Carolyn           | 1985 TT      | 15 tháng 10 năm 1985 | Anderson Mesa            | E. Bowell                                              |
| 4447 Kirov             | 1985 VE1     | 7 tháng 11 năm 1985  | Anderson Mesa            | E. Bowell                                              |
| 4448 Phildavis         | 1986 EO      | 5 tháng 3 năm 1986   | Palomar                  | C. S. Shoemaker                                        |
| 4449 Sobinov           | 1987 RX3     | 3 tháng 9 năm 1987   | Nauchnij                 | L. I. Chernykh                                         |
| 4450 Pan               | 1987 SY      | 25 tháng 9 năm 1987  | Palomar                  | C. S. Shoemaker, E. M. Shoemaker                       |
| 4451 Grieve            | 1988 JJ      | 9 tháng 5 năm 1988   | Palomar                  | C. S. Shoemaker                                        |
| 4452 Ullacharles       | 1988 RN      | 7 tháng 9 năm 1988   | Đài thiên văn Brorfelde  | P. Jensen                                              |
| 4453 Bornholm          | 1988 VC      | 3 tháng 11 năm 1988  | Brorfelde                | P. Jensen                                              |
| 4454 Kumiko            | 1988 VW      | 2 tháng 11 năm 1988  | Kushiro                  | S. Ueda, H. Kaneda                                     |
| 4455 Ruriko            | 1988 XA      | 2 tháng 12 năm 1988  | Kushiro                  | S. Ueda, H. Kaneda                                     |
| 4456 Mawson            | 1989 OG      | 27 tháng 7 năm 1989  | Siding Spring            | R. H. McNaught                                         |
| 4457 van Gogh          | 1989 RU      | 3 tháng 9 năm 1989   | Haute Provence           | E. W. Elst                                             |
| 4458 Oizumi            | 1990 BY      | 21 tháng 1 năm 1990  | Yatsugatake              | Y. Kushida, O. Muramatsu                               |
| 4459 Nusamaibashi      | 1990 BP2     | 30 tháng 1 năm 1990  | Kushiro                  | M. Matsuyama, K. Watanabe                              |
| 4460 Bihoro            | 1990 DS      | 28 tháng 2 năm 1990  | Kitami                   | K. Endate, K. Watanabe                                 |
| 4461 Sayama            | 1990 EL      | 5 tháng 3 năm 1990   | Dynic                    | A. Sugie                                               |
| 4462 Vaughan           | 1952 HJ2     | 24 tháng 4 năm 1952  | Fort Davis               | đài thiên văn McDonald                                 |
| 4463 Marschwarzschild  | 1954 UO2     | 28 tháng 10 năm 1954 | Brooklyn                 | Đại học Indiana                                        |
| 4464 Vulcano           | 1966 TE      | 11 tháng 10 năm 1966 | Nauchnij                 | N. S. Chernykh                                         |
| 4465 Rodita            | 1969 TD5     | 14 tháng 10 năm 1969 | Nauchnij                 | B. A. Burnasheva                                       |
| 4466 Abai              | 1971 SX1     | 23 tháng 9 năm 1971  | Nauchnij                 | Đài thiên văn vật lý thiên văn Krym                    |
| 4467 Kaidanovskij      | 1975 VN2     | 2 tháng 11 năm 1975  | Nauchnij                 | T. M. Smirnova                                         |
| 4468 Pogrebetskij      | 1976 SZ3     | 24 tháng 9 năm 1976  | Nauchnij                 | N. S. Chernykh                                         |
| 4469 Utting            | 1978 PS4     | 1 tháng 8 năm 1978   | Bickley                  | Perth Observatory                                      |
| 4470 Sergeev-Censkij   | 1978 QP1     | 31 tháng 8 năm 1978  | Nauchnij                 | N. S. Chernykh                                         |
| 4471 Graculus          | 1978 VB      | 8 tháng 11 năm 1978  | Đài thiên văn Zimmerwald | P. Wild                                                |
| 4472 Navashin          | 1980 TY14    | 15 tháng 10 năm 1980 | Nauchnij                 | N. S. Chernykh                                         |
| 4473 Sears             | 1981 DE2     | 28 tháng 2 năm 1981  | Siding Spring            | S. J. Bus                                              |
| 4474 Proust            | 1981 QZ2     | 24 tháng 8 năm 1981  | La Silla                 | H. Debehogne                                           |
| 4475 Voitkevich        | 1982 UQ5     | 20 tháng 10 năm 1982 | Nauchnij                 | L. G. Karachkina                                       |
| 4476 Bernstein         | 1983 DE      | 19 tháng 2 năm 1983  | Anderson Mesa            | E. Bowell                                              |
| 4477                   | 1983 SB      | 28 tháng 9 năm 1983  | Smolyan                  | Bulgarian National Observatory                         |
| 4478 Blanco            | 1984 HG1     | 23 tháng 4 năm 1984  | La Silla                 | W. Ferreri, V. Zappalà                                 |
| 4479 Charlieparker     | 1985 CP1     | 10 tháng 2 năm 1985  | La Silla                 | H. Debehogne                                           |
| 4480 Nikitibotania     | 1985 QM4     | 24 tháng 8 năm 1985  | Nauchnij                 | N. S. Chernykh                                         |
| 4481 Herbelin          | 1985 RR      | 14 tháng 9 năm 1985  | Anderson Mesa            | E. Bowell                                              |
| 4482 Frèrebasile       | 1986 RB      | 1 tháng 9 năm 1986   | Palomar                  | A. Maury                                               |
| 4483 Petöfi            | 1986 RC2     | 9 tháng 9 năm 1986   | Nauchnij                 | L. G. Karachkina                                       |
| 4484 Sif               | 1987 DD      | 25 tháng 2 năm 1987  | Đài thiên văn Brorfelde  | P. Jensen                                              |
| 4485 Radonezhskij      | 1987 QQ11    | 27 tháng 8 năm 1987  | Nauchnij                 | L. I. Chernykh                                         |
| 4486 Mithra            | 1987 SB      | 22 tháng 9 năm 1987  | Smolyan                  | E. W. Elst, V. G. Shkodrov                             |
| 4487 Pocahontas        | 1987 UA      | 17 tháng 10 năm 1987 | Palomar                  | C. S. Shoemaker                                        |
| 4488 Tokitada          | 1987 UK      | 21 tháng 10 năm 1987 | Toyota                   | K. Suzuki, T. Urata                                    |
| 4489                   | 1988 AK      | 15 tháng 1 năm 1988  | Anderson Mesa            | E. Bowell                                              |
| 4490 Bambery           | 1988 ND      | 14 tháng 7 năm 1988  | Palomar                  | E. F. Helin, B. Roman                                  |
| 4491 Otaru             | 1988 RP      | 7 tháng 9 năm 1988   | Kitami                   | K. Endate, K. Watanabe                                 |
| 4492 Debussy           | 1988 SH      | 17 tháng 9 năm 1988  | Haute Provence           | E. W. Elst                                             |
| 4493 Naitomitsu        | 1988 TG1     | 14 tháng 10 năm 1988 | Chiyoda                  | T. Kojima                                              |
| 4494 Marimo            | 1988 TK1     | 13 tháng 10 năm 1988 | Kushiro                  | S. Ueda, H. Kaneda                                     |
| 4495                   | 1988 VS      | 6 tháng 11 năm 1988  | Yorii                    | M. Arai, H. Mori                                       |
| 4496 Kamimachi         | 1988 XM1     | 9 tháng 12 năm 1988  | Geisei                   | T. Seki                                                |
| 4497 Taguchi           | 1989 AE1     | 4 tháng 1 năm 1989   | Kitami                   | K. Endate, K. Watanabe                                 |
| 4498 Shinkoyama        | 1989 AG1     | 5 tháng 1 năm 1989   | Geisei                   | T. Seki                                                |
| 4499 Davidallen        | 1989 AO3     | 4 tháng 1 năm 1989   | Siding Spring            | R. H. McNaught                                         |
| 4500 Pascal            | 1989 CL      | 3 tháng 2 năm 1989   | Kushiro                  | S. Ueda, H. Kaneda                                     |
| 4501–4600              |              |                      |                          |                                                        |
| 4501 Eurypylos         | 1989 CJ3     | 4 tháng 2 năm 1989   | La Silla                 | E. W. Elst                                             |
| 4502 Elizabethann      | 1989 KG      | 29 tháng 5 năm 1989  | Palomar                  | H. E. Holt                                             |
| 4503 Cleobulus         | 1989 WM      | 28 tháng 11 năm 1989 | Palomar                  | C. S. Shoemaker                                        |
| 4504 Jenkinson         | 1989 YO      | 21 tháng 12 năm 1989 | Siding Spring            | R. H. McNaught                                         |
| 4505 Okamura           | 1990 DV1     | 20 tháng 2 năm 1990  | Geisei                   | T. Seki                                                |
| 4506 Hendrie           | 1990 FJ      | 24 tháng 3 năm 1990  | Stakenbridge             | B. G. W. Manning                                       |
| 4507                   | 1990 FV      | 19 tháng 3 năm 1990  | Fujieda                  | H. Shiozawa, M. Kizawa                                 |
| 4508 Takatsuki         | 1990 FG1     | 27 tháng 3 năm 1990  | Kitami                   | K. Endate, K. Watanabe                                 |
| 4509 Gorbatskij        | A917 SG      | 23 tháng 9 năm 1917  | Crimea-Simeis            | S. Beljavskij                                          |
| 4510 Shawna            | 1930 XK      | 13 tháng 12 năm 1930 | Flagstaff                | C. W. Tombaugh                                         |
| 4511 Rembrandt         | 1935 SP1     | 28 tháng 9 năm 1935  | Johannesburg             | H. van Gent                                            |
| 4512 Sinuhe            | 1939 BM      | 20 tháng 1 năm 1939  | Turku                    | Y. Väisälä                                             |
| 4513 Louvre            | 1971 QW1     | 30 tháng 8 năm 1971  | Nauchnij                 | T. M. Smirnova                                         |
| 4514 Vilen             | 1972 HX      | 19 tháng 4 năm 1972  | Nauchnij                 | T. M. Smirnova                                         |
| 4515 Khrennikov        | 1973 SD6     | 28 tháng 9 năm 1973  | Nauchnij                 | N. S. Chernykh                                         |
| 4516 Pugovkin          | 1973 SN6     | 28 tháng 9 năm 1973  | Nauchnij                 | N. S. Chernykh                                         |
| 4517 Ralpharvey        | 1975 SV      | 30 tháng 9 năm 1975  | Palomar                  | S. J. Bus                                              |
| 4518 Raikin            | 1976 GP3     | 1 tháng 4 năm 1976   | Nauchnij                 | N. S. Chernykh                                         |
| 4519 Voronezh          | 1976 YO4     | 18 tháng 12 năm 1976 | Nauchnij                 | N. S. Chernykh                                         |
| 4520 Dovzhenko         | 1977 QJ3     | 22 tháng 8 năm 1977  | Nauchnij                 | N. S. Chernykh                                         |
| 4521 Akimov            | 1979 FU2     | 29 tháng 3 năm 1979  | Nauchnij                 | N. S. Chernykh                                         |
| 4522 Britastra         | 1980 BM      | 22 tháng 1 năm 1980  | Anderson Mesa            | E. Bowell                                              |
| 4523 MIT               | 1981 DM1     | 28 tháng 2 năm 1981  | Siding Spring            | S. J. Bus                                              |
| 4524 Barklajdetolli    | 1981 RV4     | 8 tháng 9 năm 1981   | Nauchnij                 | L. V. Zhuravleva                                       |
| 4525 Johnbauer         | 1982 JB3     | 15 tháng 5 năm 1982  | Palomar                  | E. F. Helin, E. M. Shoemaker, P. D. Wilder             |
| 4526 Konko             | 1982 KN1     | 22 tháng 5 năm 1982  | Kiso                     | H. Kosai, K. Hurukawa                                  |
| 4527 Schoenberg        | 1982 OK      | 24 tháng 7 năm 1982  | Anderson Mesa            | E. Bowell                                              |
| 4528 Berg              | 1983 PP      | 13 tháng 8 năm 1983  | Anderson Mesa            | E. Bowell                                              |
| 4529 Webern            | 1984 ED      | 1 tháng 3 năm 1984   | Anderson Mesa            | E. Bowell                                              |
| 4530 Smoluchowski      | 1984 EP      | 1 tháng 3 năm 1984   | Anderson Mesa            | E. Bowell                                              |
| 4531 Asaro             | 1985 FC      | 20 tháng 3 năm 1985  | Palomar                  | C. S. Shoemaker                                        |
| 4532 Copland           | 1985 GM1     | 15 tháng 4 năm 1985  | Anderson Mesa            | E. Bowell                                              |
| 4533 Orth              | 1986 EL      | 7 tháng 3 năm 1986   | Palomar                  | C. S. Shoemaker                                        |
| 4534 Rimskij-Korsakov  | 1986 PV4     | 6 tháng 8 năm 1986   | Nauchnij                 | N. S. Chernykh                                         |
| 4535 Adamcarolla       | 1986 QV2     | 28 tháng 8 năm 1986  | La Silla                 | H. Debehogne                                           |
| 4536 Drewpinsky        | 1987 DA6     | 22 tháng 2 năm 1987  | La Silla                 | H. Debehogne                                           |
| 4537 Valgrirasp        | 1987 RR3     | 2 tháng 9 năm 1987   | Nauchnij                 | L. I. Chernykh                                         |
| 4538                   | 1988 TP      | 10 tháng 10 năm 1988 | Toyota                   | K. Suzuki                                              |
| 4539 Miyagino          | 1988 VU1     | 8 tháng 11 năm 1988  | Ayashi Station           | M. Koishikawa                                          |
| 4540 Oriani            | 1988 VY1     | 6 tháng 11 năm 1988  | Bologna                  | Osservatorio San Vittore                               |
| 4541 Mizuno            | 1989 AF      | 1 tháng 1 năm 1989   | Toyota                   | K. Suzuki, T. Furuta                                   |
| 4542 Mossotti          | 1989 BO      | 30 tháng 1 năm 1989  | Bologna                  | Osservatorio San Vittore                               |
| 4543 Phoinix           | 1989 CQ1     | 2 tháng 2 năm 1989   | Palomar                  | C. S. Shoemaker                                        |
| 4544 Xanthus           | 1989 FB      | 31 tháng 3 năm 1989  | Palomar                  | H. E. Holt, N. G. Thomas                               |
| 4545                   | 1989 SB11    | 28 tháng 9 năm 1989  | La Silla                 | H. Debehogne                                           |
| 4546 Franck            | 1990 EW2     | 2 tháng 3 năm 1990   | La Silla                 | E. W. Elst                                             |
| 4547 Massachusetts     | 1990 KP      | 16 tháng 5 năm 1990  | JCPM Sapporo             | K. Endate, K. Watanabe                                 |
| 4548 Wielen            | 2538 P-L     | 24 tháng 9 năm 1960  | Palomar                  | C. J. van Houten, I. van Houten-Groeneveld, T. Gehrels |
| 4549 Burkhardt         | 1276 T-2     | 29 tháng 9 năm 1973  | Palomar                  | C. J. van Houten, I. van Houten-Groeneveld, T. Gehrels |
| 4550 Royclarke         | 1977 HH1     | 24 tháng 4 năm 1977  | Palomar                  | S. J. Bus                                              |
| 4551 Cochran           | 1979 MC      | 28 tháng 6 năm 1979  | Anderson Mesa            | E. Bowell                                              |
| 4552 Nabelek           | 1980 JC      | 11 tháng 5 năm 1980  | Kleť                     | A. Mrkos                                               |
| 4553 Doncampbell       | 1982 RH      | 15 tháng 9 năm 1982  | Anderson Mesa            | E. Bowell                                              |
| 4554 Fanynka           | 1986 UT      | 28 tháng 10 năm 1986 | Kleť                     | A. Mrkos                                               |
| 4555                   | 1987 QL      | 24 tháng 8 năm 1987  | Palomar                  | S. Singer-Brewster                                     |
| 4556 Gumilyov          | 1987 QW10    | 27 tháng 8 năm 1987  | Nauchnij                 | L. G. Karachkina                                       |
| 4557 Mika              | 1987 XD      | 14 tháng 12 năm 1987 | Kitami                   | M. Yanai, K. Watanabe                                  |
| 4558 Janesick          | 1988 NF      | 12 tháng 7 năm 1988  | Palomar                  | A. Maury, J. Mueller                                   |
| 4559 Strauss           | 1989 AP6     | 11 tháng 1 năm 1989  | Tautenburg Observatory   | F. Börngen                                             |
| 4560 Klyuchevskij      | 1976 YD2     | 16 tháng 12 năm 1976 | Nauchnij                 | L. I. Chernykh                                         |
| 4561 Lemeshev          | 1978 RY5     | 13 tháng 9 năm 1978  | Nauchnij                 | N. S. Chernykh                                         |
| 4562 Poleungkuk        | 1979 UD2     | 21 tháng 10 năm 1979 | Nanking                  | Purple Mountain Observatory                            |
| 4563 Kahnia            | 1980 OG      | 17 tháng 7 năm 1980  | Anderson Mesa            | E. Bowell                                              |
| 4564 Clayton           | 1981 ET16    | 6 tháng 3 năm 1981   | Siding Spring            | S. J. Bus                                              |
| 4565 Grossman          | 1981 EZ17    | 2 tháng 3 năm 1981   | Siding Spring            | S. J. Bus                                              |
| 4566 Chaokuangpiu      | 1981 WM4     | 27 tháng 11 năm 1981 | Nanking                  | Purple Mountain Observatory                            |
| 4567 Bečvář            | 1982 SO1     | 17 tháng 9 năm 1982  | Kleť                     | M. Mahrová                                             |
| 4568 Menkaure          | 1983 RY3     | 2 tháng 9 năm 1983   | Anderson Mesa            | N. G. Thomas                                           |
| 4569 Baerbel           | 1985 GV1     | 15 tháng 4 năm 1985  | Palomar                  | C. S. Shoemaker                                        |
| 4570 Runcorn           | 1985 PR      | 14 tháng 8 năm 1985  | Anderson Mesa            | E. Bowell                                              |
| 4571 Grumiaux          | 1985 RY3     | 8 tháng 9 năm 1985   | La Silla                 | H. Debehogne                                           |
| 4572 Brage             | 1986 RF      | 8 tháng 9 năm 1986   | Đài thiên văn Brorfelde  | P. Jensen                                              |
| 4573 Piešťany          | 1986 TP6     | 5 tháng 10 năm 1986  | Piwnice                  | M. Antal                                               |
| 4574 Yoshinaka         | 1986 YB      | 20 tháng 12 năm 1986 | Ojima                    | T. Niijima, T. Urata                                   |
| 4575 Broman            | 1987 ME1     | 26 tháng 6 năm 1987  | Palomar                  | E. F. Helin                                            |
| 4576 Yanotoyohiko      | 1988 CC      | 10 tháng 2 năm 1988  | Chiyoda                  | T. Kojima                                              |
| 4577 Chikako           | 1988 WG      | 30 tháng 11 năm 1988 | Yatsugatake              | Y. Kushida, M. Inoue                                   |
| 4578 Kurashiki         | 1988 XL1     | 7 tháng 12 năm 1988  | Geisei                   | T. Seki                                                |
| 4579 Puccini           | 1989 AT6     | 11 tháng 1 năm 1989  | Tautenburg Observatory   | F. Börngen                                             |
| 4580 Child             | 1989 EF      | 4 tháng 3 năm 1989   | Palomar                  | E. F. Helin                                            |
| 4581 Asclepius         | 1989 FC      | 31 tháng 3 năm 1989  | Palomar                  | H. E. Holt, N. G. Thomas                               |
| 4582 Hank              | 1989 FW      | 31 tháng 3 năm 1989  | Palomar                  | C. S. Shoemaker                                        |
| 4583 Lugo              | 1989 RL4     | 1 tháng 9 năm 1989   | Smolyan                  | Bulgarian National Observatory                         |
| 4584 Akan              | 1990 FA      | 16 tháng 3 năm 1990  | Kushiro                  | M. Matsuyama, K. Watanabe                              |
| 4585 Ainonai           | 1990 KQ      | 16 tháng 5 năm 1990  | Kitami                   | K. Endate, K. Watanabe                                 |
| 4586 Gunvor            | 6047 P-L     | 24 tháng 9 năm 1960  | Palomar                  | C. J. van Houten, I. van Houten-Groeneveld, T. Gehrels |
| 4587 Rees              | 3239 T-2     | 30 tháng 9 năm 1973  | Palomar                  | C. J. van Houten, I. van Houten-Groeneveld, T. Gehrels |
| 4588 Wislicenus        | 1931 EE      | 13 tháng 3 năm 1931  | Heidelberg               | M. F. Wolf                                             |
| 4589 McDowell          | 1933 OB      | 24 tháng 7 năm 1933  | Heidelberg               | K. Reinmuth                                            |
| 4590 Dimashchegolev    | 1968 OG1     | 25 tháng 7 năm 1968  | Cerro El Roble           | G. A. Plyugin, Yu. A. Belyaev                          |
| 4591 Bryantsev         | 1975 VZ      | 1 tháng 11 năm 1975  | Nauchnij                 | T. M. Smirnova                                         |
| 4592 Alkissia          | 1979 SQ11    | 24 tháng 9 năm 1979  | Nauchnij                 | N. S. Chernykh                                         |
| 4593 Reipurth          | 1980 FV1     | 16 tháng 3 năm 1980  | La Silla                 | C.-I. Lagerkvist                                       |
| 4594 Dashkova          | 1980 KR1     | 17 tháng 5 năm 1980  | Nauchnij                 | L. I. Chernykh                                         |
| 4595 Prinz             | 1981 EZ2     | 2 tháng 3 năm 1981   | Siding Spring            | S. J. Bus                                              |
| 4596                   | 1981 QB      | 28 tháng 8 năm 1981  | Palomar                  | C. T. Kowal                                            |
| 4597 Consolmagno       | 1983 UA1     | 30 tháng 10 năm 1983 | Palomar                  | S. J. Bus                                              |
| 4598 Coradini          | 1985 PG1     | 15 tháng 8 năm 1985  | Anderson Mesa            | E. Bowell                                              |
| 4599 Rowan             | 1985 RZ2     | 5 tháng 9 năm 1985   | La Silla                 | H. Debehogne                                           |
| 4600 Meadows           | 1985 RE4     | 10 tháng 9 năm 1985  | La Silla                 | H. Debehogne                                           |
| 4601–4700              |              |                      |                          |                                                        |
| 4601 Ludkewycz         | 1986 LB      | 3 tháng 6 năm 1986   | Palomar                  | M. Rudnyk                                              |
| 4602 Heudier           | 1986 UD3     | 28 tháng 10 năm 1986 | Caussols                 | CERGA                                                  |
| 4603 Bertaud           | 1986 WM3     | 25 tháng 11 năm 1986 | Caussols                 | CERGA                                                  |
| 4604 Stekarstrom       | 1987 SK      | 18 tháng 9 năm 1987  | Toyota                   | K. Suzuki, T. Urata                                    |
| 4605 Nikitin           | 1987 SV17    | 18 tháng 9 năm 1987  | Nauchnij                 | L. I. Chernykh                                         |
| 4606 Saheki            | 1987 UM1     | 27 tháng 10 năm 1987 | Geisei                   | T. Seki                                                |
| 4607 Seilandfarm       | 1987 WR      | 25 tháng 11 năm 1987 | Kitami                   | K. Endate, K. Watanabe                                 |
| 4608 Wodehouse         | 1988 BW3     | 19 tháng 1 năm 1988  | La Silla                 | H. Debehogne                                           |
| 4609 Pizarro           | 1988 CT3     | 13 tháng 2 năm 1988  | La Silla                 | E. W. Elst                                             |
| 4610 Kájov             | 1989 FO      | 26 tháng 3 năm 1989  | Kleť                     | A. Mrkos                                               |
| 4611 Vulkaneifel       | 1989 GR6     | 5 tháng 4 năm 1989   | La Silla                 | M. Geffert                                             |
| 4612 Greenstein        | 1989 JG      | 2 tháng 5 năm 1989   | Palomar                  | E. F. Helin                                            |
| 4613 Mamoru            | 1990 OM      | 22 tháng 7 năm 1990  | JCPM Sapporo             | K. Watanabe                                            |
| 4614 Masamura          | 1990 QN      | 21 tháng 8 năm 1990  | Kani                     | Y. Mizuno, T. Furuta                                   |
| 4615 Zinner            | A923 RH      | 13 tháng 9 năm 1923  | Heidelberg               | K. Reinmuth                                            |
| 4616 Batalov           | 1975 BF      | 17 tháng 1 năm 1975  | Nauchnij                 | L. I. Chernykh                                         |
| 4617 Zadunaisky        | 1976 DK      | 22 tháng 2 năm 1976  | El Leoncito              | Felix Aguilar Observatory                              |
| 4618 Shakhovskoj       | 1977 RJ3     | 12 tháng 9 năm 1977  | Nauchnij                 | N. S. Chernykh                                         |
| 4619 Polyakhova        | 1977 RB7     | 11 tháng 9 năm 1977  | Nauchnij                 | N. S. Chernykh                                         |
| 4620 Bickley           | 1978 OK      | 28 tháng 7 năm 1978  | Bickley                  | Perth Observatory                                      |
| 4621 Tambov            | 1979 QE10    | 27 tháng 8 năm 1979  | Nauchnij                 | N. S. Chernykh                                         |
| 4622 Solovjova         | 1979 WE2     | 16 tháng 11 năm 1979 | Nauchnij                 | L. I. Chernykh                                         |
| 4623 Obraztsova        | 1981 UT15    | 24 tháng 10 năm 1981 | Nauchnij                 | L. I. Chernykh                                         |
| 4624 Stefani           | 1982 FV2     | 23 tháng 3 năm 1982  | Palomar                  | C. S. Shoemaker                                        |
| 4625 Shchedrin         | 1982 UG6     | 20 tháng 10 năm 1982 | Nauchnij                 | L. G. Karachkina                                       |
| 4626 Plisetskaya       | 1984 YU1     | 23 tháng 12 năm 1984 | Nauchnij                 | L. G. Karachkina                                       |
| 4627                   | 1985 RT2     | 5 tháng 9 năm 1985   | La Silla                 | H. Debehogne                                           |
| 4628 Laplace           | 1986 RU4     | 7 tháng 9 năm 1986   | Smolyan                  | E. W. Elst                                             |
| 4629 Walford           | 1986 TD7     | 7 tháng 10 năm 1986  | Palomar                  | E. F. Helin                                            |
| 4630 Chaonis           | 1987 WA      | 18 tháng 11 năm 1987 | Chions                   | J. M. Baur                                             |
| 4631 Yabu              | 1987 WE1     | 22 tháng 11 năm 1987 | Kushiro                  | S. Ueda, H. Kaneda                                     |
| 4632 Udagawa           | 1987 YB      | 17 tháng 12 năm 1987 | Chiyoda                  | T. Kojima                                              |
| 4633                   | 1988 AJ5     | 14 tháng 1 năm 1988  | La Silla                 | H. Debehogne                                           |
| 4634 Shibuya           | 1988 BA      | 16 tháng 1 năm 1988  | Kobuchizawa              | M. Inoue, O. Muramatsu                                 |
| 4635 Rimbaud           | 1988 BJ1     | 21 tháng 1 năm 1988  | Haute Provence           | E. W. Elst                                             |
| 4636 Chile             | 1988 CJ5     | 13 tháng 2 năm 1988  | La Silla                 | E. W. Elst                                             |
| 4637 Odorico           | 1989 CT      | 8 tháng 2 năm 1989   | Chions                   | J. M. Baur                                             |
| 4638 Estens            | 1989 EG      | 2 tháng 3 năm 1989   | Siding Spring            | R. H. McNaught                                         |
| 4639 Minox             | 1989 EK2     | 5 tháng 3 năm 1989   | Geisei                   | T. Seki                                                |
| 4640 Hara              | 1989 GA      | 1 tháng 4 năm 1989   | Yatsugatake              | Y. Kushida, O. Muramatsu                               |
| 4641                   | 1990 QT3     | 30 tháng 8 năm 1990  | Kitami                   | K. Endate, K. Watanabe                                 |
| 4642 Murchie           | 1990 QG4     | 23 tháng 8 năm 1990  | Palomar                  | H. E. Holt                                             |
| 4643 Cisneros          | 1990 QD6     | 23 tháng 8 năm 1990  | Palomar                  | H. E. Holt                                             |
| 4644 Oumu              | 1990 SR3     | 16 tháng 9 năm 1990  | Kitami                   | A. Takahashi, K. Watanabe                              |
| 4645 Tentaikojo        | 1990 SP4     | 16 tháng 9 năm 1990  | Kitami                   | T. Fujii, K. Watanabe                                  |
| 4646 Kwee              | 4009 P-L     | 24 tháng 9 năm 1960  | Palomar                  | C. J. van Houten, I. van Houten-Groeneveld, T. Gehrels |
| 4647 Syuji             | 1931 TU1     | 9 tháng 10 năm 1931  | Heidelberg               | K. Reinmuth                                            |
| 4648 Tirion            | 1931 UE      | 18 tháng 10 năm 1931 | Heidelberg               | K. Reinmuth                                            |
| 4649 Sumoto            | 1936 YD      | 20 tháng 12 năm 1936 | Nice                     | M. Laugier                                             |
| 4650 Mori              | 1950 TF      | 5 tháng 10 năm 1950  | Heidelberg               | K. Reinmuth                                            |
| 4651 Wongkwancheng     | 1957 UK1     | 31 tháng 10 năm 1957 | Nanking                  | Purple Mountain Observatory                            |
| 4652 Iannini           | 1975 QO      | 30 tháng 8 năm 1975  | El Leoncito              | Felix Aguilar Observatory                              |
| 4653 Tommaso           | 1976 GJ2     | 1 tháng 4 năm 1976   | Nauchnij                 | N. S. Chernykh                                         |
| 4654 Gorʹkavyj         | 1977 RJ6     | 11 tháng 9 năm 1977  | Nauchnij                 | N. S. Chernykh                                         |
| 4655 Marjoriika        | 1978 RS      | 1 tháng 9 năm 1978   | Nauchnij                 | N. S. Chernykh                                         |
| 4656 Huchra            | 1978 VZ3     | 7 tháng 11 năm 1978  | Palomar                  | E. F. Helin, S. J. Bus                                 |
| 4657 Lopez             | 1979 SU9     | 22 tháng 9 năm 1979  | Nauchnij                 | N. S. Chernykh                                         |
| 4658 Gavrilov          | 1979 SO11    | 24 tháng 9 năm 1979  | Nauchnij                 | N. S. Chernykh                                         |
| 4659 Roddenberry       | 1981 EP20    | 2 tháng 3 năm 1981   | Siding Spring            | S. J. Bus                                              |
| 4660 Nereus            | 1982 DB      | 28 tháng 2 năm 1982  | Palomar                  | E. F. Helin                                            |
| 4661 Yebes             | 1982 WM      | 17 tháng 11 năm 1982 | Yebes                    | M. de Pascual                                          |
| 4662 Runk              | 1984 HL      | 19 tháng 4 năm 1984  | Kleť                     | A. Mrkos                                               |
| 4663 Falta             | 1984 SM1     | 27 tháng 9 năm 1984  | Kleť                     | A. Mrkos                                               |
| 4664 Hanner            | 1985 PJ      | 14 tháng 8 năm 1985  | Anderson Mesa            | E. Bowell                                              |
| 4665 Muinonen          | 1985 TZ1     | 15 tháng 10 năm 1985 | Anderson Mesa            | E. Bowell                                              |
| 4666 Dietz             | 1986 JA1     | 4 tháng 5 năm 1986   | Palomar                  | C. S. Shoemaker                                        |
| 4667 Robbiesh          | 1986 VC      | 4 tháng 11 năm 1986  | Siding Spring            | R. H. McNaught                                         |
| 4668                   | 1987 DX5     | 21 tháng 2 năm 1987  | La Silla                 | H. Debehogne                                           |
| 4669 Høder             | 1987 UF1     | 27 tháng 10 năm 1987 | Đài thiên văn Brorfelde  | P. Jensen                                              |
| 4670 Yoshinogawa       | 1987 YJ      | 19 tháng 12 năm 1987 | Geisei                   | T. Seki                                                |
| 4671 Drtikol           | 1988 AK1     | 10 tháng 1 năm 1988  | Kleť                     | A. Mrkos                                               |
| 4672 Takuboku          | 1988 HB      | 17 tháng 4 năm 1988  | Kushiro                  | S. Ueda, H. Kaneda                                     |
| 4673 Bortle            | 1988 LF      | 8 tháng 6 năm 1988   | Palomar                  | C. S. Shoemaker                                        |
| 4674 Pauling           | 1989 JC      | 2 tháng 5 năm 1989   | Palomar                  | E. F. Helin                                            |
| 4675 Ohboke            | 1990 SD      | 19 tháng 9 năm 1990  | Geisei                   | T. Seki                                                |
| 4676 Uedaseiji         | 1990 SD4     | 16 tháng 9 năm 1990  | Kitami                   | T. Fujii, K. Watanabe                                  |
| 4677 Hiroshi           | 1990 SQ4     | 16 tháng 9 năm 1990  | Kitami                   | A. Takahashi, K. Watanabe                              |
| 4678 Ninian            | 1990 SS4     | 24 tháng 9 năm 1990  | Siding Spring            | R. H. McNaught                                         |
| 4679 Sybil             | 1990 TR4     | 9 tháng 10 năm 1990  | Siding Spring            | R. H. McNaught                                         |
| 4680 Lohrmann          | 1937 QC      | 31 tháng 8 năm 1937  | Hamburg-Bergedorf        | H.-U. Sandig                                           |
| 4681 Ermak             | 1969 TC2     | 8 tháng 10 năm 1969  | Nauchnij                 | L. I. Chernykh                                         |
| 4682 Bykov             | 1973 SO4     | 27 tháng 9 năm 1973  | Nauchnij                 | L. I. Chernykh                                         |
| 4683 Veratar           | 1976 GJ1     | 1 tháng 4 năm 1976   | Nauchnij                 | N. S. Chernykh                                         |
| 4684 Bendjoya          | 1978 GJ      | 10 tháng 4 năm 1978  | La Silla                 | H. Debehogne                                           |
| 4685 Karetnikov        | 1978 SP6     | 27 tháng 9 năm 1978  | Nauchnij                 | N. S. Chernykh                                         |
| 4686 Maisica           | 1979 SX2     | 22 tháng 9 năm 1979  | Nauchnij                 | N. S. Chernykh                                         |
| 4687 Brunsandrej       | 1979 SJ11    | 24 tháng 9 năm 1979  | Nauchnij                 | N. S. Chernykh                                         |
| 4688                   | 1980 WF      | 29 tháng 11 năm 1980 | Palomar                  | C. T. Kowal                                            |
| 4689 Donn              | 1980 YB      | 30 tháng 12 năm 1980 | Anderson Mesa            | E. Bowell                                              |
| 4690 Strasbourg        | 1983 AJ      | 9 tháng 1 năm 1983   | Anderson Mesa            | B. A. Skiff                                            |
| 4691 Toyen             | 1983 TU      | 7 tháng 10 năm 1983  | Kleť                     | A. Mrkos                                               |
| 4692 SIMBAD            | 1983 VM7     | 4 tháng 11 năm 1983  | Anderson Mesa            | B. A. Skiff                                            |
| 4693 Drummond          | 1983 WH      | 28 tháng 11 năm 1983 | Anderson Mesa            | E. Bowell                                              |
| 4694 Festou            | 1985 PM      | 14 tháng 8 năm 1985  | Anderson Mesa            | E. Bowell                                              |
| 4695                   | 1985 RU3     | 7 tháng 9 năm 1985   | La Silla                 | H. Debehogne                                           |
| 4696 Arpigny           | 1985 TP      | 15 tháng 10 năm 1985 | Anderson Mesa            | E. Bowell                                              |
| 4697                   | 1986 QO      | 26 tháng 8 năm 1986  | La Silla                 | H. Debehogne                                           |
| 4698 Jizera            | 1986 RO1     | 4 tháng 9 năm 1986   | Kleť                     | A. Mrkos                                               |
| 4699 Sootan            | 1986 VE      | 4 tháng 11 năm 1986  | Siding Spring            | R. H. McNaught                                         |
| 4700 Carusi            | 1986 VV6     | 6 tháng 11 năm 1986  | Anderson Mesa            | E. Bowell                                              |
| 4701–4800              |              |                      |                          |                                                        |
| 4701 Milani            | 1986 VW6     | 6 tháng 11 năm 1986  | Anderson Mesa            | E. Bowell                                              |
| 4702 Berounka          | 1987 HW      | 23 tháng 4 năm 1987  | Kleť                     | A. Mrkos                                               |
| 4703 Kagoshima         | 1988 BL      | 16 tháng 1 năm 1988  | Kagoshima                | M. Mukai, M. Takeishi                                  |
| 4704 Sheena            | 1988 BE5     | 28 tháng 1 năm 1988  | Siding Spring            | R. H. McNaught                                         |
| 4705 Secchi            | 1988 CK      | 13 tháng 2 năm 1988  | Bologna                  | Osservatorio San Vittore                               |
| 4706 Dennisreuter      | 1988 DR      | 16 tháng 2 năm 1988  | Kavalur                  | R. Rajamohan                                           |
| 4707 Khryses           | 1988 PY      | 13 tháng 8 năm 1988  | Palomar                  | C. S. Shoemaker                                        |
| 4708 Polydoros         | 1988 RT      | 11 tháng 9 năm 1988  | Palomar                  | C. S. Shoemaker                                        |
| 4709 Ennomos           | 1988 TU2     | 12 tháng 10 năm 1988 | Palomar                  | C. S. Shoemaker                                        |
| 4710 Wade              | 1989 AX2     | 4 tháng 1 năm 1989   | Siding Spring            | R. H. McNaught                                         |
| 4711 Kathy             | 1989 KD      | 31 tháng 5 năm 1989  | Palomar                  | H. E. Holt                                             |
| 4712 Iwaizumi          | 1989 QE      | 25 tháng 8 năm 1989  | Kitami                   | K. Endate, K. Watanabe                                 |
| 4713 Steel             | 1989 QL      | 26 tháng 8 năm 1989  | Siding Spring            | R. H. McNaught                                         |
| 4714 Toyohiro          | 1989 SH      | 29 tháng 9 năm 1989  | Kitami                   | T. Fujii, K. Watanabe                                  |
| 4715                   | 1989 TS1     | 9 tháng 10 năm 1989  | Gekko                    | Y. Oshima                                              |
| 4716 Urey              | 1989 UL5     | 30 tháng 10 năm 1989 | Cerro Tololo             | S. J. Bus                                              |
| 4717 Kaneko            | 1989 WX      | 20 tháng 11 năm 1989 | Kani                     | Y. Mizuno, T. Furuta                                   |
| 4718 Araki             | 1990 VP3     | 13 tháng 11 năm 1990 | Kitami                   | T. Fujii, K. Watanabe                                  |
| 4719 Burnaby           | 1990 WT2     | 21 tháng 11 năm 1990 | Kushiro                  | S. Ueda, H. Kaneda                                     |
| 4720 Tottori           | 1990 YG      | 19 tháng 12 năm 1990 | Kushiro                  | S. Ueda, H. Kaneda                                     |
| 4721 Atahualpa         | 4239 T-2     | 29 tháng 9 năm 1973  | Palomar                  | C. J. van Houten, I. van Houten-Groeneveld, T. Gehrels |
| 4722 Agelaos           | 4271 T-3     | 16 tháng 10 năm 1977 | Palomar                  | C. J. van Houten, I. van Houten-Groeneveld, T. Gehrels |
| 4723 Wolfgangmattig    | 1937 TB      | 11 tháng 10 năm 1937 | Heidelberg               | K. Reinmuth                                            |
| 4724 Brocken           | 1961 BC      | 18 tháng 1 năm 1961  | Tautenburg Observatory   | C. Hoffmeister, J. Schubart                            |
| 4725 Milone            | 1975 YE      | 31 tháng 12 năm 1975 | El Leoncito              | Felix Aguilar Observatory                              |
| 4726 Federer           | 1976 SV10    | 25 tháng 9 năm 1976  | Harvard Observatory      | Harvard Observatory                                    |
| 4727 Ravel             | 1979 UD1     | 24 tháng 10 năm 1979 | Tautenburg Observatory   | F. Börngen                                             |
| 4728 Lyapidevskij      | 1979 VG      | 11 tháng 11 năm 1979 | Nauchnij                 | N. S. Chernykh                                         |
| 4729 Mikhailmilʹ       | 1980 RO2     | 8 tháng 9 năm 1980   | Nauchnij                 | L. V. Zhuravleva                                       |
| 4730 Xingmingzhou      | 1980 XZ      | 7 tháng 12 năm 1980  | Nanking                  | Purple Mountain Observatory                            |
| 4731 Monicagrady       | 1981 EE9     | 1 tháng 3 năm 1981   | Siding Spring            | S. J. Bus                                              |
| 4732 Froeschlé         | 1981 JG      | 3 tháng 5 năm 1981   | Anderson Mesa            | E. Bowell                                              |
| 4733 ORO               | 1982 HB2     | 19 tháng 4 năm 1982  | Harvard Observatory      | Oak Ridge Observatory                                  |
| 4734 Rameau            | 1982 UQ3     | 19 tháng 10 năm 1982 | Tautenburg Observatory   | F. Börngen                                             |
| 4735 Gary              | 1983 AN      | 9 tháng 1 năm 1983   | Anderson Mesa            | E. Bowell                                              |
| 4736 Johnwood          | 1983 AF2     | 13 tháng 1 năm 1983  | Palomar                  | C. S. Shoemaker                                        |
| 4737 Kiladze           | 1985 QO6     | 24 tháng 8 năm 1985  | Nauchnij                 | N. S. Chernykh                                         |
| 4738                   | 1985 RZ4     | 15 tháng 9 năm 1985  | Palomar                  | D. B. Goldstein                                        |
| 4739 Tomahrens         | 1985 TH1     | 15 tháng 10 năm 1985 | Anderson Mesa            | E. Bowell                                              |
| 4740 Veniamina         | 1985 UV4     | 22 tháng 10 năm 1985 | Nauchnij                 | L. V. Zhuravleva                                       |
| 4741 Leskov            | 1985 VP3     | 10 tháng 11 năm 1985 | Nauchnij                 | L. G. Karachkina                                       |
| 4742 Caliumi           | 1986 WG      | 16 tháng 11 năm 1986 | Bologna                  | Osservatorio San Vittore                               |
| 4743 Kikuchi           | 1988 DA      | 16 tháng 2 năm 1988  | Kitami                   | T. Fujii, K. Watanabe                                  |
| 4744                   | 1988 RF5     | 2 tháng 9 năm 1988   | La Silla                 | H. Debehogne                                           |
| 4745 Nancymarie        | 1989 NG1     | 9 tháng 7 năm 1989   | Palomar                  | H. E. Holt                                             |
| 4746 Doi               | 1989 TP1     | 9 tháng 10 năm 1989  | Kitami                   | A. Takahashi, K. Watanabe                              |
| 4747 Jujo              | 1989 WB      | 19 tháng 11 năm 1989 | Kushiro                  | S. Ueda, H. Kaneda                                     |
| 4748 Tokiwagozen       | 1989 WV      | 20 tháng 11 năm 1989 | Toyota                   | K. Suzuki, T. Urata                                    |
| 4749                   | 1989 WE1     | 22 tháng 11 năm 1989 | Uenohara                 | N. Kawasato                                            |
| 4750 Mukai             | 1990 XC1     | 15 tháng 12 năm 1990 | Kitami                   | T. Fujii, K. Watanabe                                  |
| 4751 Alicemanning      | 1991 BG      | 17 tháng 1 năm 1991  | Stakenbridge             | B. G. W. Manning                                       |
| 4752 Myron             | 1309 T-2     | 29 tháng 9 năm 1973  | Palomar                  | C. J. van Houten, I. van Houten-Groeneveld, T. Gehrels |
| 4753 Phidias           | 4059 T-3     | 16 tháng 10 năm 1977 | Palomar                  | C. J. van Houten, I. van Houten-Groeneveld, T. Gehrels |
| 4754 Panthoos          | 5010 T-3     | 16 tháng 10 năm 1977 | Palomar                  | C. J. van Houten, I. van Houten-Groeneveld, T. Gehrels |
| 4755 Nicky             | 1931 TE4     | 6 tháng 10 năm 1931  | Flagstaff                | C. W. Tombaugh                                         |
| 4756 Asaramas          | 1950 HJ      | 21 tháng 4 năm 1950  | La Plata Observatory     | La Plata Observatory                                   |
| 4757 Liselotte         | 1973 ST      | 19 tháng 9 năm 1973  | Palomar                  | C. J. van Houten, I. van Houten-Groeneveld, T. Gehrels |
| 4758 Hermitage         | 1978 SN4     | 27 tháng 9 năm 1978  | Nauchnij                 | L. I. Chernykh                                         |
| 4759                   | 1978 VG10    | 7 tháng 11 năm 1978  | Palomar                  | E. F. Helin, S. J. Bus                                 |
| 4760 Jia-xiang         | 1981 GN1     | 1 tháng 4 năm 1981   | Harvard Observatory      | Harvard Observatory                                    |
| 4761 Urrutia           | 1981 QC      | 27 tháng 8 năm 1981  | La Silla                 | H.-E. Schuster                                         |
| 4762 Dobrynya          | 1982 SC6     | 16 tháng 9 năm 1982  | Nauchnij                 | L. I. Chernykh                                         |
| 4763 Ride              | 1983 BM      | 22 tháng 1 năm 1983  | Anderson Mesa            | E. Bowell                                              |
| 4764 Joneberhart       | 1983 CC      | 11 tháng 2 năm 1983  | Anderson Mesa            | E. Bowell                                              |
| 4765 Wasserburg        | 1986 JN1     | 5 tháng 5 năm 1986   | Palomar                  | C. S. Shoemaker                                        |
| 4766 Malin             | 1987 FF1     | 28 tháng 3 năm 1987  | Palomar                  | E. F. Helin                                            |
| 4767 Sutoku            | 1987 GC      | 4 tháng 4 năm 1987   | Ojima                    | T. Niijima, T. Urata                                   |
| 4768 Hartley           | 1988 PH1     | 11 tháng 8 năm 1988  | Siding Spring            | A. J. Noymer                                           |
| 4769 Castalia          | 1989 PB      | 9 tháng 8 năm 1989   | Palomar                  | E. F. Helin                                            |
| 4770 Lane              | 1989 PC      | 9 tháng 8 năm 1989   | Palomar                  | E. F. Helin                                            |
| 4771 Hayashi           | 1989 RM2     | 7 tháng 9 năm 1989   | Kitami                   | M. Yanai, K. Watanabe                                  |
| 4772                   | 1989 VM      | 2 tháng 11 năm 1989  | Okutama                  | T. Hioki, N. Kawasato                                  |
| 4773 Hayakawa          | 1989 WF      | 17 tháng 11 năm 1989 | Kitami                   | K. Endate, K. Watanabe                                 |
| 4774 Hobetsu           | 1991 CV1     | 14 tháng 2 năm 1991  | Kushiro                  | S. Ueda, H. Kaneda                                     |
| 4775 Hansen            | 1927 TC      | 3 tháng 10 năm 1927  | Heidelberg               | M. F. Wolf                                             |
| 4776 Luyi              | 1975 VD      | 3 tháng 11 năm 1975  | Harvard Observatory      | Harvard Observatory                                    |
| 4777 Aksenov           | 1976 SM2     | 24 tháng 9 năm 1976  | Nauchnij                 | N. S. Chernykh                                         |
| 4778 Fuss              | 1978 TV8     | 9 tháng 10 năm 1978  | Nauchnij                 | L. V. Zhuravleva                                       |
| 4779 Whitley           | 1978 XQ      | 6 tháng 12 năm 1978  | Palomar                  | E. Bowell, A. Warnock                                  |
| 4780 Polina            | 1979 HE5     | 25 tháng 4 năm 1979  | Nauchnij                 | N. S. Chernykh                                         |
| 4781 Sládkovič         | 1980 TP      | 3 tháng 10 năm 1980  | Kleť                     | Z. Vávrová                                             |
| 4782 Gembloux          | 1980 TH3     | 14 tháng 10 năm 1980 | Haute Provence           | H. Debehogne, L. Houziaux                              |
| 4783 Wasson            | 1983 AH1     | 12 tháng 1 năm 1983  | Palomar                  | C. S. Shoemaker                                        |
| 4784                   | 1984 DF1     | 28 tháng 2 năm 1984  | La Silla                 | H. Debehogne                                           |
| 4785 Petrov            | 1984 YH1     | 17 tháng 12 năm 1984 | Nauchnij                 | L. G. Karachkina                                       |
| 4786 Tatianina         | 1985 PE2     | 13 tháng 8 năm 1985  | Nauchnij                 | N. S. Chernykh                                         |
| 4787 Shulʹzhenko       | 1986 RC7     | 6 tháng 9 năm 1986   | Nauchnij                 | L. V. Zhuravleva                                       |
| 4788 Simpson           | 1986 TL1     | 4 tháng 10 năm 1986  | Anderson Mesa            | E. Bowell                                              |
| 4789 Sprattia          | 1987 UU2     | 20 tháng 10 năm 1987 | Climenhaga               | D. D. Balam                                            |
| 4790 Petrpravec        | 1988 PP      | 9 tháng 8 năm 1988   | Palomar                  | E. F. Helin                                            |
| 4791 Iphidamas         | 1988 PB1     | 14 tháng 8 năm 1988  | Palomar                  | C. S. Shoemaker                                        |
| 4792 Lykaon            | 1988 RK1     | 10 tháng 9 năm 1988  | Palomar                  | C. S. Shoemaker                                        |
| 4793                   | 1988 RR4     | 1 tháng 9 năm 1988   | La Silla                 | H. Debehogne                                           |
| 4794 Bogard            | 1988 SO2     | 16 tháng 9 năm 1988  | Cerro Tololo             | S. J. Bus                                              |
| 4795 Kihara            | 1989 CB1     | 7 tháng 2 năm 1989   | Kitami                   | A. Takahashi, K. Watanabe                              |
| 4796 Lewis             | 1989 LU      | 3 tháng 6 năm 1989   | Palomar                  | E. F. Helin                                            |
| 4797 Ako               | 1989 SJ      | 30 tháng 9 năm 1989  | Minami-Oda               | T. Nomura, K. Kawanishi                                |
| 4798 Mercator          | 1989 SU1     | 16 tháng 9 năm 1989  | La Silla                 | E. W. Elst                                             |
| 4799 Hirasawa          | 1989 TC1     | 8 tháng 10 năm 1989  | Kani                     | Y. Mizuno, T. Furuta                                   |
| 4800                   | 1989 TG17    | 9 tháng 10 năm 1989  | La Silla                 | H. Debehogne                                           |
| 4801–4900              |              |                      |                          |                                                        |
| 4801 Ohře              | 1989 UR4     | 22 tháng 10 năm 1989 | Kleť                     | A. Mrkos                                               |
| 4802 Khatchaturian     | 1989 UA7     | 23 tháng 10 năm 1989 | Tautenburg Observatory   | F. Börngen                                             |
| 4803 Birkle            | 1989 XA      | 1 tháng 12 năm 1989  | Chions                   | J. M. Baur                                             |
| 4804 Pasteur           | 1989 XC1     | 2 tháng 12 năm 1989  | La Silla                 | E. W. Elst                                             |
| 4805 Asteropaios       | 1990 VH7     | 13 tháng 11 năm 1990 | Palomar                  | C. S. Shoemaker                                        |
| 4806 Miho              | 1990 YJ      | 22 tháng 12 năm 1990 | Yakiimo                  | A. Natori, T. Urata                                    |
| 4807 Noboru            | 1991 AO      | 10 tháng 1 năm 1991  | Oizumi                   | T. Kobayashi                                           |
| 4808 Ballaero          | 1925 BA      | 21 tháng 1 năm 1925  | Heidelberg               | K. Reinmuth                                            |
| 4809 Robertball        | 1928 RB      | 5 tháng 9 năm 1928   | Heidelberg               | M. F. Wolf                                             |
| 4810 Ruslanova         | 1972 GL      | 14 tháng 4 năm 1972  | Nauchnij                 | L. I. Chernykh                                         |
| 4811 Semashko          | 1973 SO3     | 25 tháng 9 năm 1973  | Nauchnij                 | L. V. Zhuravleva                                       |
| 4812 Hakuhou           | 1977 DL3     | 18 tháng 2 năm 1977  | Kiso                     | H. Kosai, K. Hurukawa                                  |
| 4813 Terebizh          | 1977 RR7     | 11 tháng 9 năm 1977  | Nauchnij                 | N. S. Chernykh                                         |
| 4814 Casacci           | 1978 RW      | 1 tháng 9 năm 1978   | Nauchnij                 | N. S. Chernykh                                         |
| 4815 Anders            | 1981 EA28    | 2 tháng 3 năm 1981   | Siding Spring            | S. J. Bus                                              |
| 4816 Connelly          | 1981 PK      | 3 tháng 8 năm 1981   | Anderson Mesa            | E. Bowell                                              |
| 4817                   | 1984 DC1     | 27 tháng 2 năm 1984  | La Silla                 | H. Debehogne                                           |
| 4818 Elgar             | 1984 EM      | 1 tháng 3 năm 1984   | Anderson Mesa            | E. Bowell                                              |
| 4819 Gifford           | 1985 KC      | 24 tháng 5 năm 1985  | Lake Tekapo              | A. C. Gilmore, P. M. Kilmartin                         |
| 4820 Fay               | 1985 RZ      | 15 tháng 9 năm 1985  | Palomar                  | C. S. Shoemaker                                        |
| 4821 Bianucci          | 1986 EE5     | 5 tháng 3 năm 1986   | La Silla                 | G. DeSanctis                                           |
| 4822 Karge             | 1986 TC1     | 4 tháng 10 năm 1986  | Anderson Mesa            | E. Bowell                                              |
| 4823 Libenice          | 1986 TO3     | 4 tháng 10 năm 1986  | Kleť                     | A. Mrkos                                               |
| 4824 Stradonice        | 1986 WL1     | 25 tháng 11 năm 1986 | Kleť                     | A. Mrkos                                               |
| 4825 Ventura           | 1988 CS2     | 11 tháng 2 năm 1988  | La Silla                 | E. W. Elst                                             |
| 4826 Wilhelms          | 1988 JO      | 11 tháng 5 năm 1988  | Palomar                  | C. S. Shoemaker                                        |
| 4827 Dares             | 1988 QE      | 17 tháng 8 năm 1988  | Palomar                  | C. S. Shoemaker                                        |
| 4828 Misenus           | 1988 RV      | 11 tháng 9 năm 1988  | Palomar                  | C. S. Shoemaker                                        |
| 4829 Sergestus         | 1988 RM1     | 10 tháng 9 năm 1988  | Palomar                  | C. S. Shoemaker                                        |
| 4830                   | 1988 RG4     | 1 tháng 9 năm 1988   | La Silla                 | H. Debehogne                                           |
| 4831 Baldwin           | 1988 RX11    | 14 tháng 9 năm 1988  | Cerro Tololo             | S. J. Bus                                              |
| 4832 Palinurus         | 1988 TU1     | 12 tháng 10 năm 1988 | Palomar                  | C. S. Shoemaker                                        |
| 4833 Meges             | 1989 AL2     | 8 tháng 1 năm 1989   | Palomar                  | C. S. Shoemaker                                        |
| 4834 Thoas             | 1989 AM2     | 11 tháng 1 năm 1989  | Palomar                  | C. S. Shoemaker                                        |
| 4835                   | 1989 BQ      | 29 tháng 1 năm 1989  | Tokushima                | M. Iwamoto, T. Furuta                                  |
| 4836 Medon             | 1989 CK1     | 2 tháng 2 năm 1989   | Palomar                  | C. S. Shoemaker                                        |
| 4837 Bickerton         | 1989 ME      | 30 tháng 6 năm 1989  | Lake Tekapo              | A. C. Gilmore, P. M. Kilmartin                         |
| 4838 Billmclaughlin    | 1989 NJ      | 2 tháng 7 năm 1989   | Palomar                  | E. F. Helin                                            |
| 4839 Daisetsuzan       | 1989 QG      | 25 tháng 8 năm 1989  | Kitami                   | K. Endate, K. Watanabe                                 |
| 4840 Otaynang          | 1989 UY      | 23 tháng 10 năm 1989 | Gekko                    | Y. Oshima                                              |
| 4841 Manjiro           | 1989 UO3     | 28 tháng 10 năm 1989 | Geisei                   | T. Seki                                                |
| 4842 Atsushi           | 1989 WK      | 21 tháng 11 năm 1989 | Kushiro                  | S. Ueda, H. Kaneda                                     |
| 4843 Mégantic          | 1990 DR4     | 28 tháng 2 năm 1990  | La Silla                 | H. Debehogne                                           |
| 4844 Matsuyama         | 1991 BA2     | 23 tháng 1 năm 1991  | Kushiro                  | S. Ueda, H. Kaneda                                     |
| 4845 Tsubetsu          | 1991 EC1     | 5 tháng 3 năm 1991   | Kitami                   | K. Endate, K. Watanabe                                 |
| 4846 Tuthmosis         | 6575 P-L     | 24 tháng 9 năm 1960  | Palomar                  | C. J. van Houten, I. van Houten-Groeneveld, T. Gehrels |
| 4847 Amenhotep         | 6787 P-L     | 24 tháng 9 năm 1960  | Palomar                  | C. J. van Houten, I. van Houten-Groeneveld, T. Gehrels |
| 4848 Tutenchamun       | 3233 T-2     | 30 tháng 9 năm 1973  | Palomar                  | C. J. van Houten, I. van Houten-Groeneveld, T. Gehrels |
| 4849 Ardenne           | 1936 QV      | 17 tháng 8 năm 1936  | Heidelberg               | K. Reinmuth                                            |
| 4850 Palestrina        | 1973 UJ5     | 27 tháng 10 năm 1973 | Tautenburg Observatory   | F. Börngen                                             |
| 4851 Vodopʹyanova      | 1976 US1     | 16 tháng 10 năm 1976 | Nauchnij                 | T. M. Smirnova                                         |
| 4852 Pamjones          | 1977 JD      | 15 tháng 5 năm 1977  | Nauchnij                 | N. S. Chernykh                                         |
| 4853 Marielukac        | 1979 ML      | 28 tháng 6 năm 1979  | Cerro El Roble           | C. Torres                                              |
| 4854 Edscott           | 1981 ED27    | 2 tháng 3 năm 1981   | Siding Spring            | S. J. Bus                                              |
| 4855 Tenpyou           | 1982 VM5     | 14 tháng 11 năm 1982 | Kiso                     | H. Kosai, K. Hurukawa                                  |
| 4856 Seaborg           | 1983 LJ      | 11 tháng 6 năm 1983  | Palomar                  | C. S. Shoemaker                                        |
| 4857 Altgamia          | 1984 FM      | 29 tháng 3 năm 1984  | Palomar                  | C. S. Shoemaker                                        |
| 4858                   | 1985 UA      | 23 tháng 10 năm 1985 | Palomar                  | J. Gibson                                              |
| 4859 Fraknoi           | 1986 TJ2     | 7 tháng 10 năm 1986  | Anderson Mesa            | E. Bowell                                              |
| 4860 Gubbio            | 1987 EP      | 3 tháng 3 năm 1987   | Anderson Mesa            | E. Bowell                                              |
| 4861 Nemirovskij       | 1987 QU10    | 27 tháng 8 năm 1987  | Nauchnij                 | L. G. Karachkina                                       |
| 4862 Loke              | 1987 SJ5     | 30 tháng 9 năm 1987  | Đài thiên văn Brorfelde  | P. Jensen                                              |
| 4863 Yasutani          | 1987 VH1     | 13 tháng 11 năm 1987 | Kushiro                  | S. Ueda, H. Kaneda                                     |
| 4864                   | 1988 RA5     | 2 tháng 9 năm 1988   | La Silla                 | H. Debehogne                                           |
| 4865 Sor               | 1988 UJ      | 18 tháng 10 năm 1988 | Geisei                   | T. Seki                                                |
| 4866 Badillo           | 1988 VB3     | 10 tháng 11 năm 1988 | Chiyoda                  | T. Kojima                                              |
| 4867 Polites           | 1989 SZ      | 27 tháng 9 năm 1989  | Palomar                  | C. S. Shoemaker                                        |
| 4868 Knushevia         | 1989 UN2     | 27 tháng 10 năm 1989 | Palomar                  | E. F. Helin                                            |
| 4869 Piotrovsky        | 1989 UE8     | 16 tháng 10 năm 1989 | Nauchnij                 | L. I. Chernykh                                         |
| 4870 Shcherbanʹ        | 1989 UK8     | 25 tháng 10 năm 1989 | Nauchnij                 | L. V. Zhuravleva                                       |
| 4871 Riverside         | 1989 WH1     | 24 tháng 11 năm 1989 | Ayashi Station           | M. Koishikawa                                          |
| 4872 Grieg             | 1989 YH7     | 25 tháng 12 năm 1989 | Tautenburg Observatory   | F. Börngen                                             |
| 4873 Fukaya            | 1990 EC      | 4 tháng 3 năm 1990   | Dynic                    | A. Sugie                                               |
| 4874 Burke             | 1991 AW      | 12 tháng 1 năm 1991  | Palomar                  | E. F. Helin                                            |
| 4875 Ingalls           | 1991 DJ      | 19 tháng 2 năm 1991  | Yatsugatake              | Y. Kushida, R. Kushida                                 |
| 4876 Strabo            | 1133 T-2     | 29 tháng 9 năm 1973  | Palomar                  | C. J. van Houten, I. van Houten-Groeneveld, T. Gehrels |
| 4877 Humboldt          | 5066 T-2     | 25 tháng 9 năm 1973  | Palomar                  | C. J. van Houten, I. van Houten-Groeneveld, T. Gehrels |
| 4878 Gilhutton         | 1968 OF      | 18 tháng 7 năm 1968  | Cerro El Roble           | C. Torres, S. Cofre                                    |
| 4879 Zykina            | 1974 VG      | 12 tháng 11 năm 1974 | Nauchnij                 | L. I. Chernykh                                         |
| 4880 Tovstonogov       | 1975 TR4     | 14 tháng 10 năm 1975 | Nauchnij                 | L. I. Chernykh                                         |
| 4881                   | 1975 XJ      | 1 tháng 12 năm 1975  | Cerro El Roble           | C. Torres                                              |
| 4882 Divari            | 1977 QU2     | 21 tháng 8 năm 1977  | Nauchnij                 | N. S. Chernykh                                         |
| 4883 Korolirina        | 1978 RJ1     | 5 tháng 9 năm 1978   | Nauchnij                 | N. S. Chernykh                                         |
| 4884 Bragaria          | 1979 OK15    | 21 tháng 7 năm 1979  | Nauchnij                 | N. S. Chernykh                                         |
| 4885 Grange            | 1980 LU      | 10 tháng 6 năm 1980  | Palomar                  | C. S. Shoemaker                                        |
| 4886 Kojima            | 1981 EZ14    | 1 tháng 3 năm 1981   | Siding Spring            | S. J. Bus                                              |
| 4887 Takihiroi         | 1981 EV26    | 2 tháng 3 năm 1981   | Siding Spring            | S. J. Bus                                              |
| 4888 Doreen            | 1981 JX1     | 5 tháng 5 năm 1981   | Palomar                  | C. S. Shoemaker                                        |
| 4889 Praetorius        | 1982 UW3     | 19 tháng 10 năm 1982 | Tautenburg Observatory   | F. Börngen                                             |
| 4890 Shikanosima       | 1982 VE4     | 14 tháng 11 năm 1982 | Kiso                     | H. Kosai, K. Hurukawa                                  |
| 4891 Blaga             | 1984 GR      | 4 tháng 4 năm 1984   | Smolyan                  | Bulgarian National Observatory                         |
| 4892 Chrispollas       | 1985 TV2     | 11 tháng 10 năm 1985 | Caussols                 | CERGA                                                  |
| 4893 Seitter           | 1986 PT4     | 9 tháng 8 năm 1986   | Smolyan                  | E. W. Elst, V. G. Ivanova                              |
| 4894 Ask               | 1986 RJ      | 8 tháng 9 năm 1986   | Đài thiên văn Brorfelde  | P. Jensen                                              |
| 4895 Embla             | 1986 TK4     | 13 tháng 10 năm 1986 | Brorfelde                | P. Jensen                                              |
| 4896 Tomoegozen        | 1986 YA      | 20 tháng 12 năm 1986 | Ojima                    | T. Niijima, T. Urata                                   |
| 4897 Tomhamilton       | 1987 QD6     | 22 tháng 8 năm 1987  | Palomar                  | E. F. Helin                                            |
| 4898 Nishiizumi        | 1988 FJ      | 19 tháng 3 năm 1988  | Palomar                  | C. S. Shoemaker                                        |
| 4899 Candace           | 1988 JU      | 9 tháng 5 năm 1988   | Palomar                  | C. S. Shoemaker, E. M. Shoemaker                       |
| 4900 Maymelou          | 1988 ME      | 16 tháng 6 năm 1988  | Palomar                  | E. F. Helin                                            |
| 4901–5000              |              |                      |                          |                                                        |
| 4901                   | 1988 VJ      | 3 tháng 11 năm 1988  | Yorii                    | M. Arai, H. Mori                                       |
| 4902 Thessandrus       | 1989 AN2     | 9 tháng 1 năm 1989   | Palomar                  | C. S. Shoemaker                                        |
| 4903 Ichikawa          | 1989 UD      | 20 tháng 10 năm 1989 | Kani                     | Y. Mizuno, T. Furuta                                   |
| 4904 Makio             | 1989 WZ      | 21 tháng 11 năm 1989 | Kani                     | Y. Mizuno, T. Furuta                                   |
| 4905 Hiromi            | 1991 JM1     | 15 tháng 5 năm 1991  | Kitami                   | A. Takahashi, K. Watanabe                              |
| 4906 Seneferu          | 2533 P-L     | 24 tháng 9 năm 1960  | Palomar                  | C. J. van Houten, I. van Houten-Groeneveld, T. Gehrels |
| 4907 Zoser             | 7618 P-L     | 17 tháng 10 năm 1960 | Palomar                  | C. J. van Houten, I. van Houten-Groeneveld, T. Gehrels |
| 4908 Ward              | 1933 SD      | 17 tháng 9 năm 1933  | Uccle                    | F. Rigaux                                              |
| 4909 Couteau           | 1949 SA1     | 28 tháng 9 năm 1949  | Nice                     | M. Laugier                                             |
| 4910 Kawasato          | 1953 PR      | 11 tháng 8 năm 1953  | Heidelberg               | K. Reinmuth                                            |
| 4911 Rosenzweig        | 1953 UD      | 16 tháng 10 năm 1953 | Brooklyn                 | Đại học Indiana                                        |
| 4912 Emilhaury         | 1953 VX1     | 11 tháng 11 năm 1953 | Brooklyn                 | Đại học Indiana                                        |
| 4913 Wangxuan          | 1965 SO      | 20 tháng 9 năm 1965  | Nanking                  | Purple Mountain Observatory                            |
| 4914 Pardina           | 1969 GD      | 9 tháng 4 năm 1969   | El Leoncito              | Felix Aguilar Observatory                              |
| 4915 Solzhenitsyn      | 1969 TJ2     | 8 tháng 10 năm 1969  | Nauchnij                 | L. I. Chernykh                                         |
| 4916 Brumberg          | 1970 PS      | 10 tháng 8 năm 1970  | Nauchnij                 | Đài thiên văn vật lý thiên văn Krym                    |
| 4917 Yurilvovia        | 1973 SC6     | 28 tháng 9 năm 1973  | Nauchnij                 | Đài thiên văn vật lý thiên văn Krym                    |
| 4918 Rostropovich      | 1974 QU1     | 24 tháng 8 năm 1974  | Nauchnij                 | L. I. Chernykh                                         |
| 4919 Vishnevskaya      | 1974 SR1     | 19 tháng 9 năm 1974  | Nauchnij                 | L. I. Chernykh                                         |
| 4920 Gromov            | 1978 PY2     | 8 tháng 8 năm 1978   | Nauchnij                 | N. S. Chernykh                                         |
| 4921 Volonté           | 1980 SJ      | 29 tháng 9 năm 1980  | Kleť                     | Z. Vávrová                                             |
| 4922 Leshin            | 1981 EH4     | 2 tháng 3 năm 1981   | Siding Spring            | S. J. Bus                                              |
| 4923 Clarke            | 1981 EO27    | 2 tháng 3 năm 1981   | Siding Spring            | S. J. Bus                                              |
| 4924 Hiltner           | 1981 EQ40    | 2 tháng 3 năm 1981   | Siding Spring            | S. J. Bus                                              |
| 4925 Zhoushan          | 1981 XH2     | 3 tháng 12 năm 1981  | Nanking                  | Purple Mountain Observatory                            |
| 4926 Smoktunovskij     | 1982 ST6     | 16 tháng 9 năm 1982  | Nauchnij                 | L. I. Chernykh                                         |
| 4927 O'Connell         | 1982 UP2     | 21 tháng 10 năm 1982 | Kleť                     | Z. Vávrová                                             |
| 4928 Vermeer           | 1982 UG7     | 21 tháng 10 năm 1982 | Nauchnij                 | L. G. Karachkina                                       |
| 4929 Yamatai           | 1982 XV      | 13 tháng 12 năm 1982 | Kiso                     | H. Kosai, K. Hurukawa                                  |
| 4930 Rephiltim         | 1983 AO2     | 10 tháng 1 năm 1983  | Palomar                  | S. L. Salyards                                         |
| 4931 Tomsk             | 1983 CN3     | 11 tháng 2 năm 1983  | La Silla                 | H. Debehogne, G. DeSanctis                             |
| 4932 Texstapa          | 1984 EA1     | 9 tháng 3 năm 1984   | Anderson Mesa            | B. A. Skiff                                            |
| 4933                   | 1984 EN1     | 2 tháng 3 năm 1984   | La Silla                 | H. Debehogne                                           |
| 4934 Rhôneranger       | 1985 JJ      | 15 tháng 5 năm 1985  | Anderson Mesa            | E. Bowell                                              |
| 4935 Maslachkova       | 1985 PD2     | 13 tháng 8 năm 1985  | Nauchnij                 | N. S. Chernykh                                         |
| 4936 Butakov           | 1985 UY4     | 22 tháng 10 năm 1985 | Nauchnij                 | L. V. Zhuravleva                                       |
| 4937 Lintott           | 1986 CL1     | 1 tháng 2 năm 1986   | La Silla                 | H. Debehogne                                           |
| 4938                   | 1986 CQ1     | 5 tháng 2 năm 1986   | La Silla                 | H. Debehogne                                           |
| 4939                   | 1986 QL1     | 27 tháng 8 năm 1986  | La Silla                 | H. Debehogne                                           |
| 4940 Polenov           | 1986 QY4     | 18 tháng 8 năm 1986  | Nauchnij                 | L. G. Karachkina                                       |
| 4941                   | 1986 UA      | 25 tháng 10 năm 1986 | Toyota                   | K. Suzuki, T. Urata                                    |
| 4942                   | 1987 DU6     | 24 tháng 2 năm 1987  | La Silla                 | H. Debehogne                                           |
| 4943 Lac d'Orient      | 1987 OQ      | 27 tháng 7 năm 1987  | Haute Provence           | E. W. Elst                                             |
| 4944 Kozlovskij        | 1987 RP3     | 2 tháng 9 năm 1987   | Nauchnij                 | L. I. Chernykh                                         |
| 4945 Ikenozenni        | 1987 SJ      | 18 tháng 9 năm 1987  | Toyota                   | K. Suzuki, T. Urata                                    |
| 4946 Askalaphus        | 1988 BW1     | 21 tháng 1 năm 1988  | Palomar                  | C. S. Shoemaker, E. M. Shoemaker                       |
| 4947 Ninkasi           | 1988 TJ1     | 12 tháng 10 năm 1988 | Palomar                  | C. S. Shoemaker                                        |
| 4948 Hideonishimura    | 1988 VF1     | 3 tháng 11 năm 1988  | Oohira                   | W. Kakei, M. Kizawa, T. Urata                          |
| 4949 Akasofu           | 1988 WE      | 29 tháng 11 năm 1988 | Chiyoda                  | T. Kojima                                              |
| 4950 House             | 1988 XO1     | 7 tháng 12 năm 1988  | Palomar                  | E. F. Helin                                            |
| 4951 Iwamoto           | 1990 BM      | 21 tháng 1 năm 1990  | Kani                     | Y. Mizuno, T. Furuta                                   |
| 4952 Kibeshigemaro     | 1990 FC1     | 26 tháng 3 năm 1990  | Dynic                    | A. Sugie                                               |
| 4953                   | 1990 MU      | 23 tháng 6 năm 1990  | Siding Spring            | R. H. McNaught                                         |
| 4954 Eric              | 1990 SQ      | 23 tháng 9 năm 1990  | Palomar                  | B. Roman                                               |
| 4955 Gold              | 1990 SF2     | 17 tháng 9 năm 1990  | Palomar                  | H. E. Holt                                             |
| 4956 Noymer            | 1990 VG1     | 12 tháng 11 năm 1990 | Siding Spring            | R. H. McNaught                                         |
| 4957 Brucemurray       | 1990 XJ      | 15 tháng 12 năm 1990 | Palomar                  | E. F. Helin                                            |
| 4958 Wellnitz          | 1991 NT1     | 13 tháng 7 năm 1991  | Palomar                  | H. E. Holt                                             |
| 4959 Niinoama          | 1991 PA1     | 15 tháng 8 năm 1991  | Yakiimo                  | A. Natori, T. Urata                                    |
| 4960 Mayo              | 4657 P-L     | 24 tháng 9 năm 1960  | Palomar                  | C. J. van Houten, I. van Houten-Groeneveld, T. Gehrels |
| 4961 Timherder         | 1958 TH1     | 8 tháng 10 năm 1958  | Flagstaff                | LONEOS                                                 |
| 4962 Vecherka          | 1973 TP      | 1 tháng 10 năm 1973  | Nauchnij                 | T. M. Smirnova                                         |
| 4963 Kanroku           | 1977 DR1     | 18 tháng 2 năm 1977  | Kiso                     | H. Kosai, K. Hurukawa                                  |
| 4964 Kourovka          | 1979 OD15    | 21 tháng 7 năm 1979  | Nauchnij                 | N. S. Chernykh                                         |
| 4965 Takeda            | 1981 EP28    | 6 tháng 3 năm 1981   | Siding Spring            | S. J. Bus                                              |
| 4966 Edolsen           | 1981 EO34    | 2 tháng 3 năm 1981   | Siding Spring            | S. J. Bus                                              |
| 4967 Glia              | 1983 CF1     | 11 tháng 2 năm 1983  | Anderson Mesa            | N. G. Thomas                                           |
| 4968 Suzamur           | 1986 PQ      | 1 tháng 8 năm 1986   | Palomar                  | E. F. Helin                                            |
| 4969 Lawrence          | 1986 TU      | 4 tháng 10 năm 1986  | Palomar                  | E. F. Helin                                            |
| 4970 Druyan            | 1988 VO2     | 12 tháng 11 năm 1988 | Palomar                  | E. F. Helin                                            |
| 4971 Hoshinohiroba     | 1989 BY      | 30 tháng 1 năm 1989  | Kitami                   | T. Fujii, K. Watanabe                                  |
| 4972 Pachelbel         | 1989 UE7     | 23 tháng 10 năm 1989 | Tautenburg Observatory   | F. Börngen                                             |
| 4973 Showa             | 1990 FT      | 18 tháng 3 năm 1990  | Kitami                   | K. Endate, K. Watanabe                                 |
| 4974 Elford            | 1990 LA      | 14 tháng 6 năm 1990  | Siding Spring            | R. H. McNaught                                         |
| 4975 Dohmoto           | 1990 SZ1     | 16 tháng 9 năm 1990  | Kitami                   | T. Fujii, K. Watanabe                                  |
| 4976 Choukyongchol     | 1991 PM      | 9 tháng 8 năm 1991   | JCPM Sapporo             | K. Watanabe                                            |
| 4977 Rauthgundis       | 2018 P-L     | 24 tháng 9 năm 1960  | Palomar                  | C. J. van Houten, I. van Houten-Groeneveld, T. Gehrels |
| 4978 Seitz             | 4069 T-2     | 29 tháng 9 năm 1973  | Palomar                  | C. J. van Houten, I. van Houten-Groeneveld, T. Gehrels |
| 4979 Otawara           | 1949 PQ      | 2 tháng 8 năm 1949   | Heidelberg               | K. Reinmuth                                            |
| 4980 Magomaev          | 1974 SP1     | 19 tháng 9 năm 1974  | Nauchnij                 | L. I. Chernykh                                         |
| 4981 Sinyavskaya       | 1974 VS      | 12 tháng 11 năm 1974 | Nauchnij                 | L. I. Chernykh                                         |
| 4982 Bartini           | 1977 PE1     | 14 tháng 8 năm 1977  | Nauchnij                 | N. S. Chernykh                                         |
| 4983 Schroeteria       | 1977 RD7     | 11 tháng 9 năm 1977  | Nauchnij                 | N. S. Chernykh                                         |
| 4984                   | 1978 VU10    | 7 tháng 11 năm 1978  | Palomar                  | E. F. Helin, S. J. Bus                                 |
| 4985 Fitzsimmons       | 1979 QK4     | 23 tháng 8 năm 1979  | La Silla                 | C.-I. Lagerkvist                                       |
| 4986 Osipovia          | 1979 SL7     | 23 tháng 9 năm 1979  | Nauchnij                 | N. S. Chernykh                                         |
| 4987 Flamsteed         | 1980 FH12    | 20 tháng 3 năm 1980  | Bickley                  | Perth Observatory                                      |
| 4988 Chushuho          | 1980 VU1     | 6 tháng 11 năm 1980  | Nanking                  | Purple Mountain Observatory                            |
| 4989 Joegoldstein      | 1981 DX1     | 28 tháng 2 năm 1981  | Siding Spring            | S. J. Bus                                              |
| 4990 Trombka           | 1981 ET26    | 2 tháng 3 năm 1981   | Siding Spring            | S. J. Bus                                              |
| 4991 Hansuess          | 1981 EU29    | 1 tháng 3 năm 1981   | Siding Spring            | S. J. Bus                                              |
| 4992 Kálmán            | 1982 UX10    | 25 tháng 10 năm 1982 | Nauchnij                 | L. V. Zhuravleva                                       |
| 4993 Cossard           | 1983 GR      | 11 tháng 4 năm 1983  | La Silla                 | H. Debehogne, G. DeSanctis                             |
| 4994 Kisala            | 1983 RK3     | 1 tháng 9 năm 1983   | La Silla                 | H. Debehogne                                           |
| 4995 Griffin           | 1984 QR      | 28 tháng 8 năm 1984  | Palomar                  | S. R. Swanson                                          |
| 4996 Veisberg          | 1986 PX5     | 11 tháng 8 năm 1986  | Nauchnij                 | L. G. Karachkina                                       |
| 4997 Ksana             | 1986 TM      | 6 tháng 10 năm 1986  | Nauchnij                 | L. G. Karachkina                                       |
| 4998 Kabashima         | 1986 VG      | 5 tháng 11 năm 1986  | Toyota                   | K. Suzuki, T. Urata                                    |
| 4999 MPC               | 1987 CJ      | 2 tháng 2 năm 1987   | La Silla                 | E. W. Elst                                             |
| 5000 IAU               | 1987 QN7     | 23 tháng 8 năm 1987  | Palomar                  | E. F. Helin                                            |